# Biserica reformată din Bicălatu

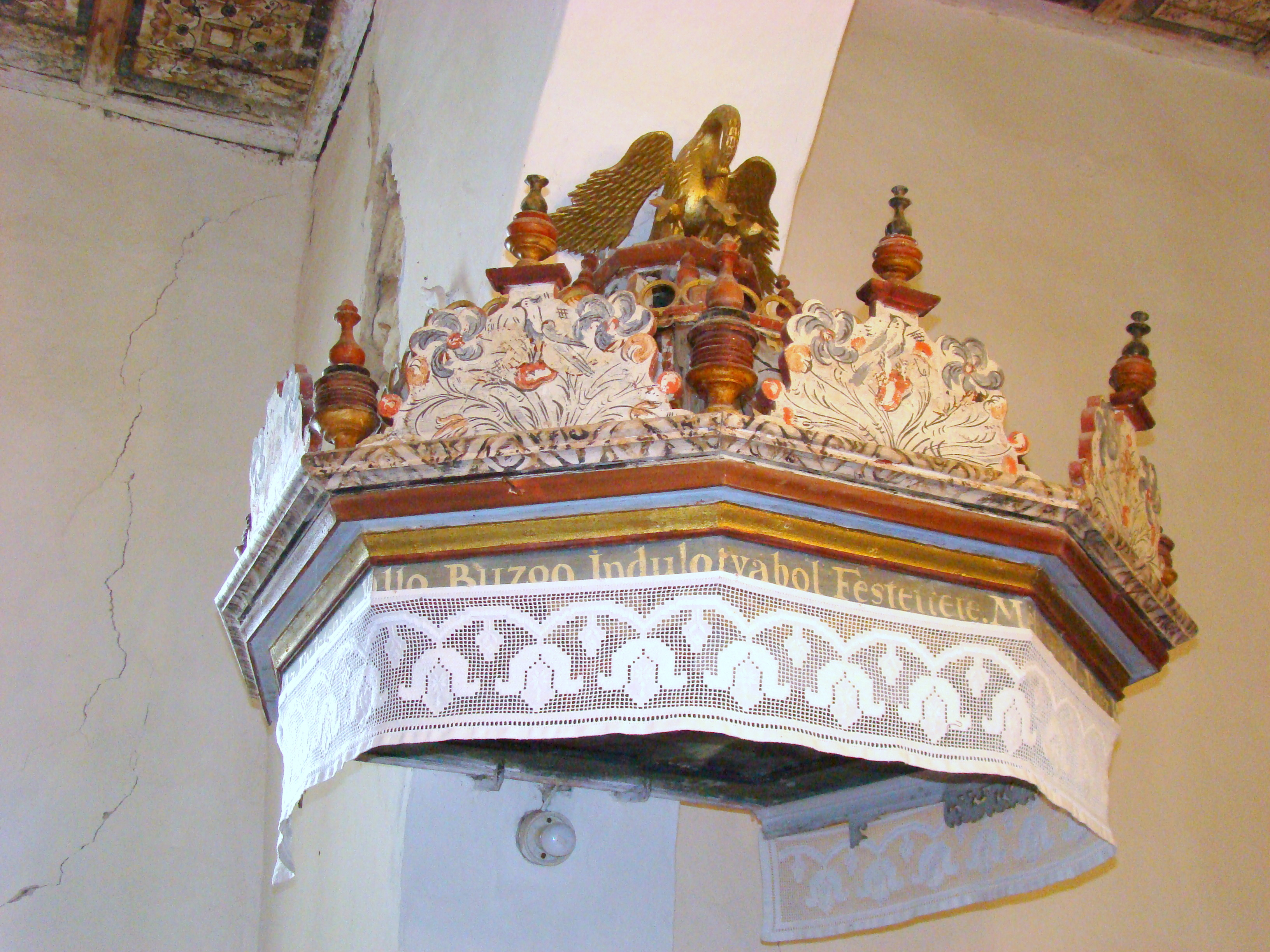
Coronamentul amvonului

Biserica reformată din Bicălatu este un monument istoric aflat pe teritoriul vechiului sat Bicălatu, astăzi parte a orașului Huedin.

## Localitatea
Vechiul sat Bicălatu (în maghiară Magyarbikal) este astăzi componentă a orașului Huedin din județul Cluj, Transilvania, România. Prima menționare documentară a satului Bicălatu este din anul 1249.

## Biserica
Actuala biserică reformată (calvină) din Bicălatu a fost construită în anul 1402, în stil gotic, la început fiind romano-catolică. În timpul cutremurului din 1693 s-a prăbușit tavanul bisericii. Reconstruit ulterior,  cu casete de lemn pictate, tavanul nou a fost executat, în anul 1697, de meșterul Gyalui Asztalos János. În prezent pot fi admirate 185 de casete, originale. Pe suprafețele noi rezultate în urma extinderii bisericii din anul 1790 au lucrat Lorenz Umling cel Batrân și fii săi care au realizat o serie nouă de casete, plus stemele ce decorează parapetul băncilor și coroana amvonului. Cu ocazia lucrărilor de renovare din anul 1923 a fost construit turnul actual, după proiectul arhitectului Kós Károly. Tot atunci au fost schimbate cele 78 de casete deteriorate, la care au lucrat meșterii Csöregi Márton și Asztalos József.

## Imagini din exterior

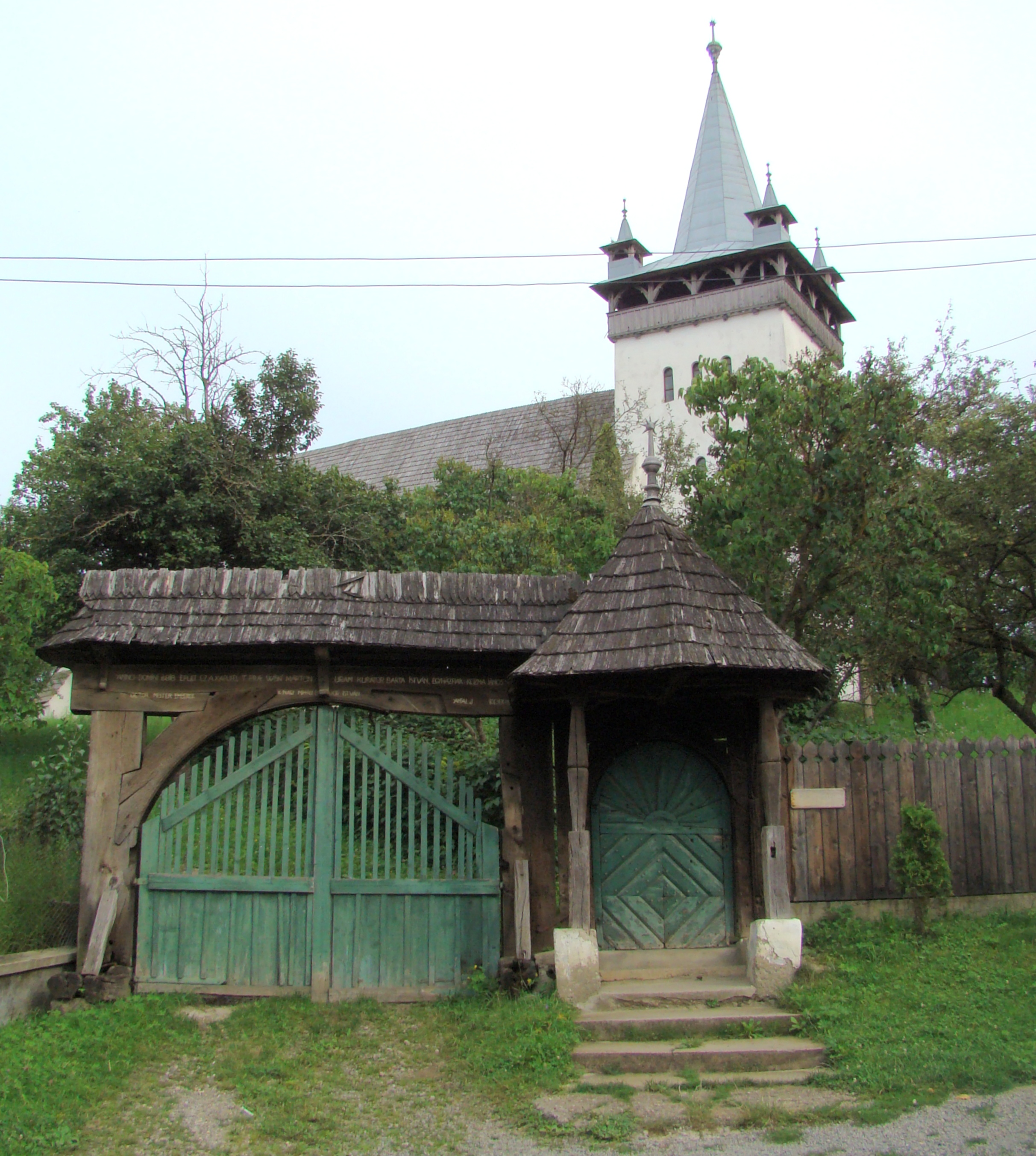
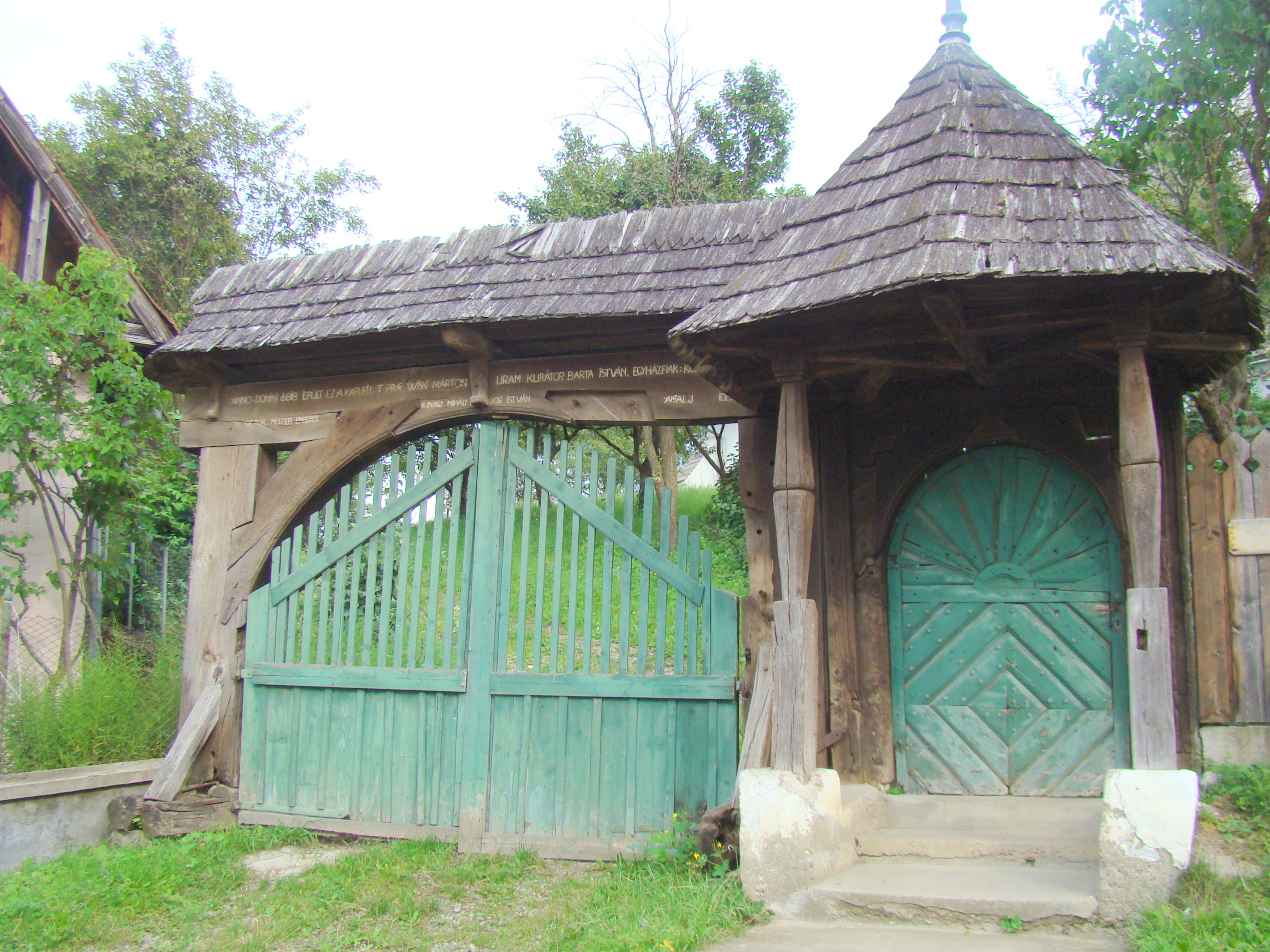
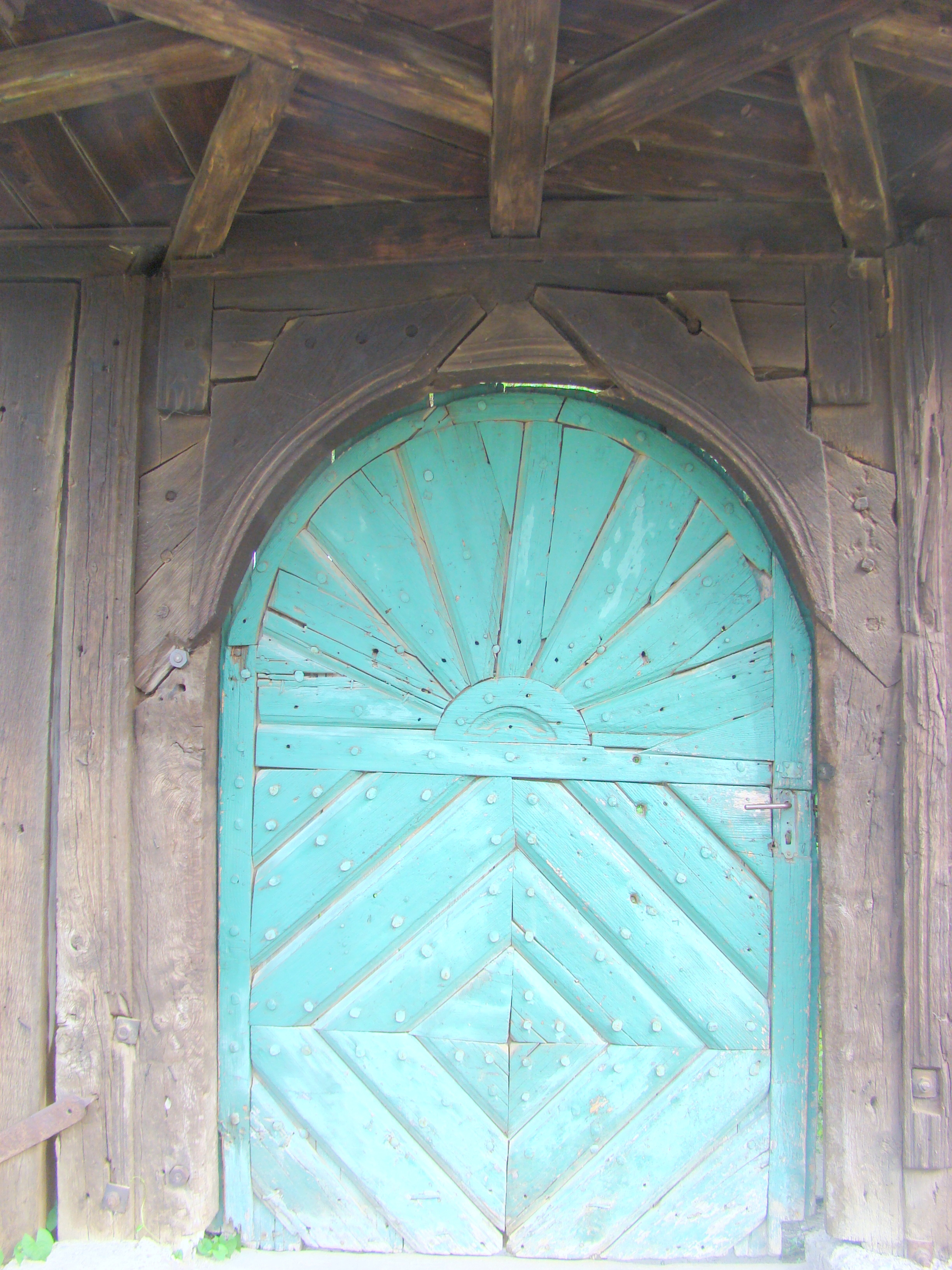
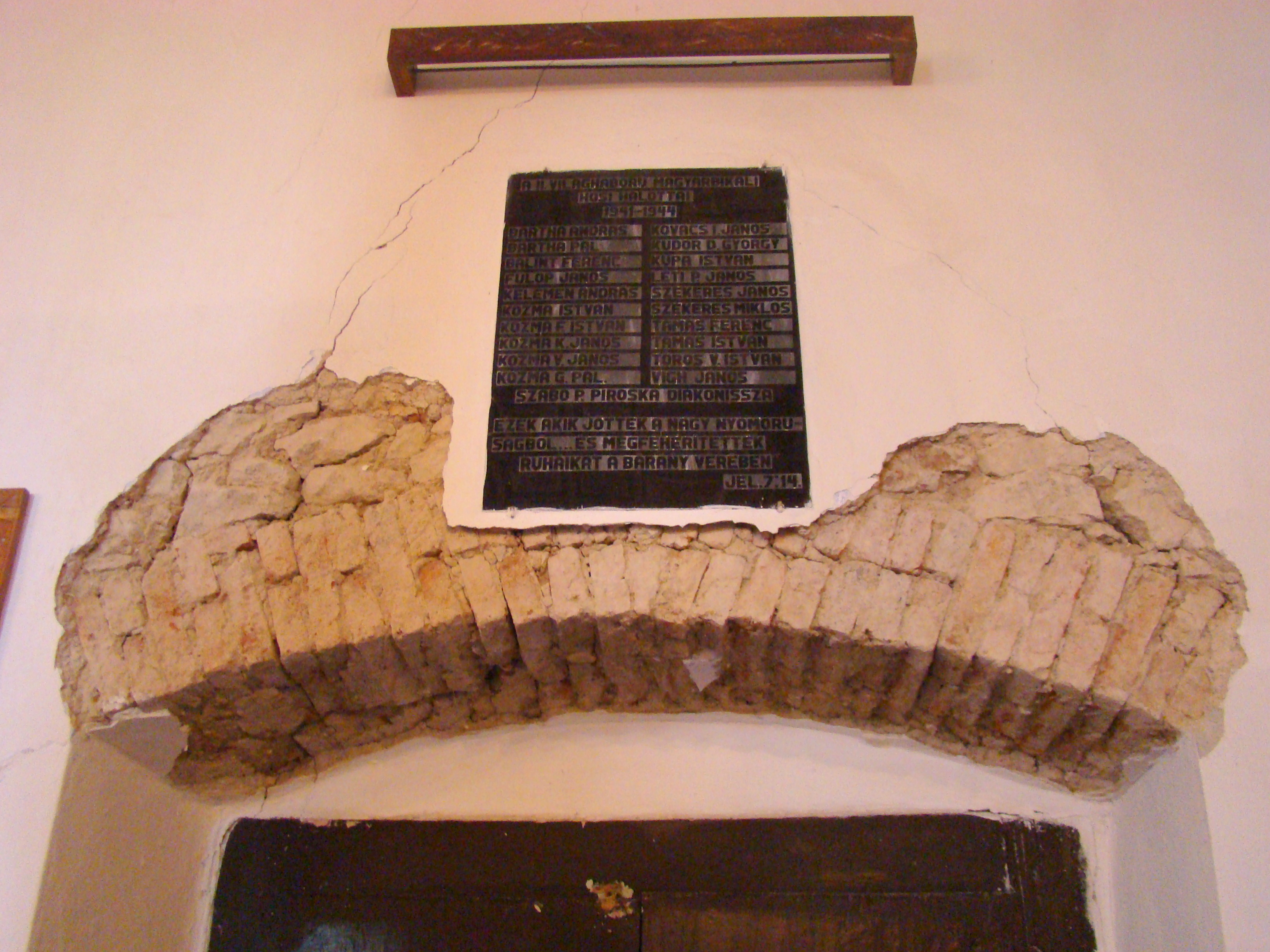
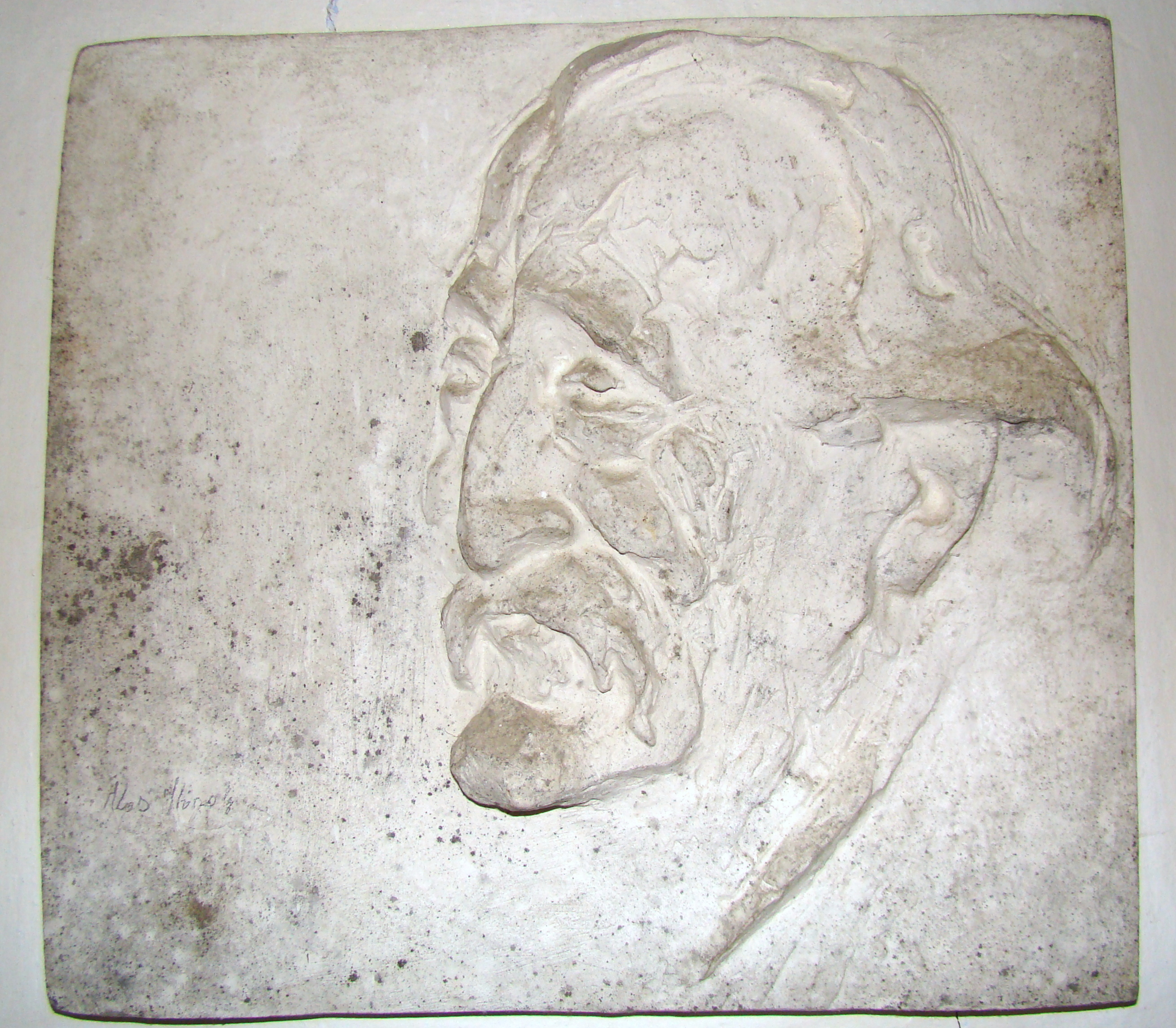
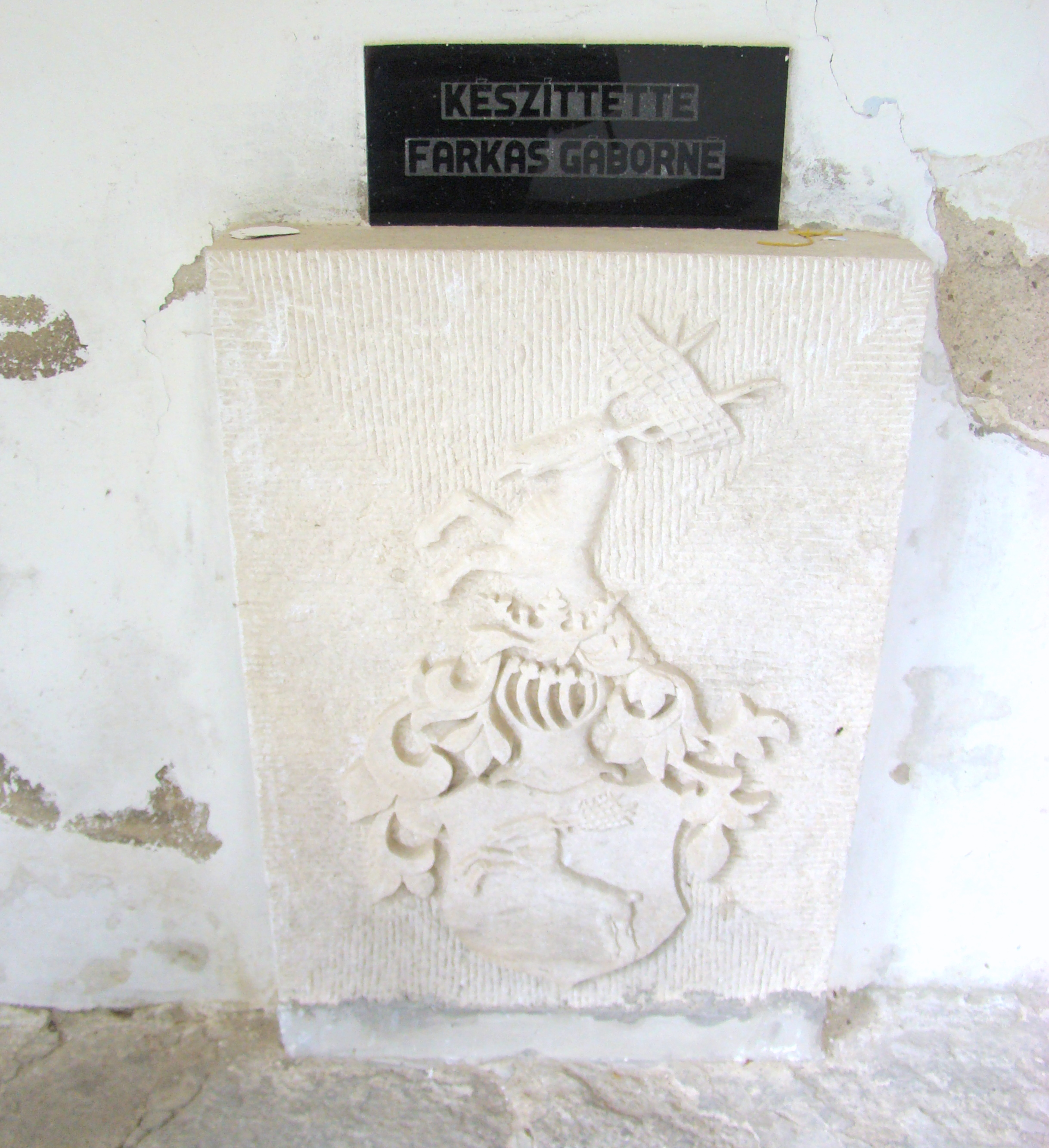
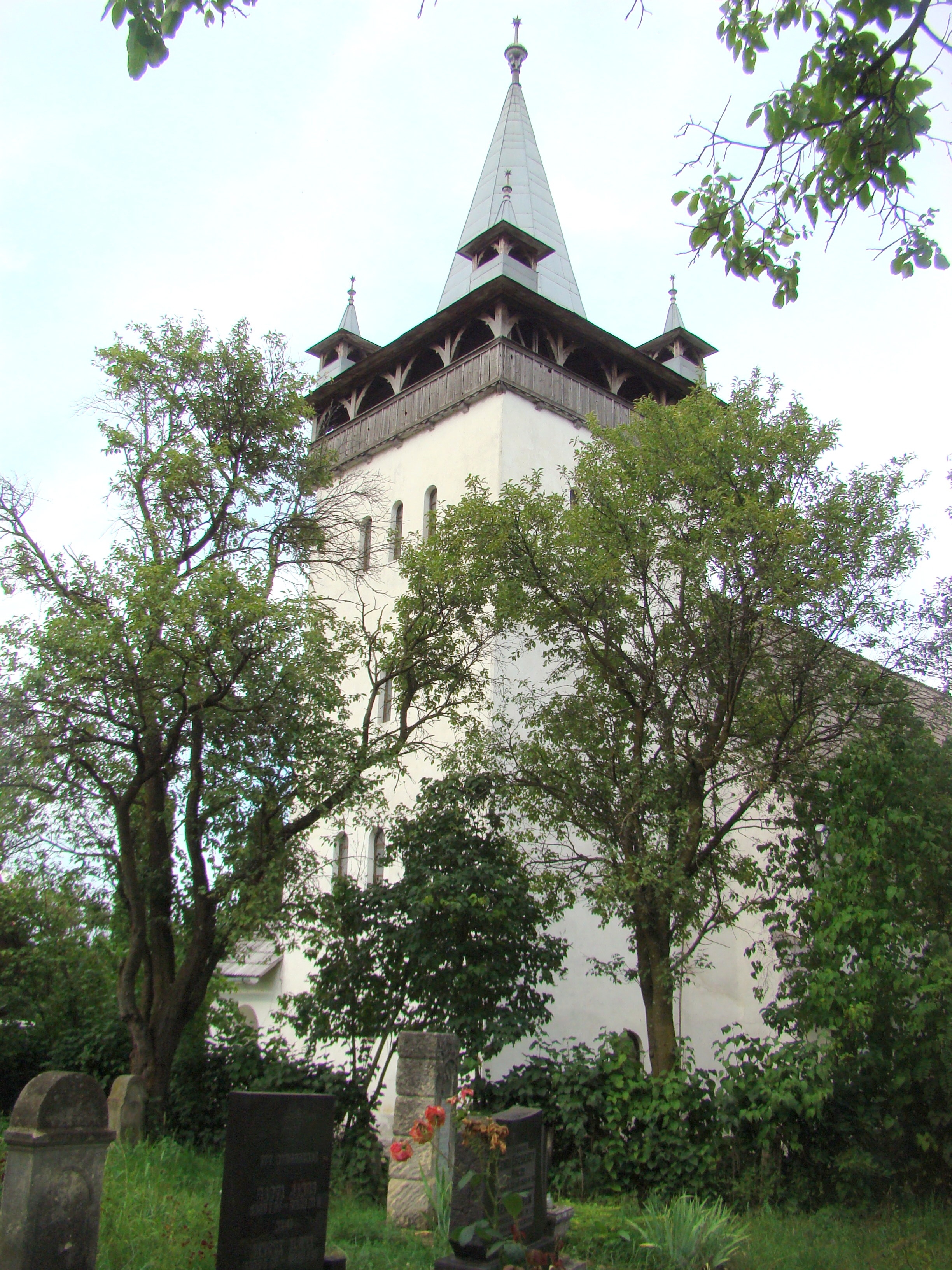
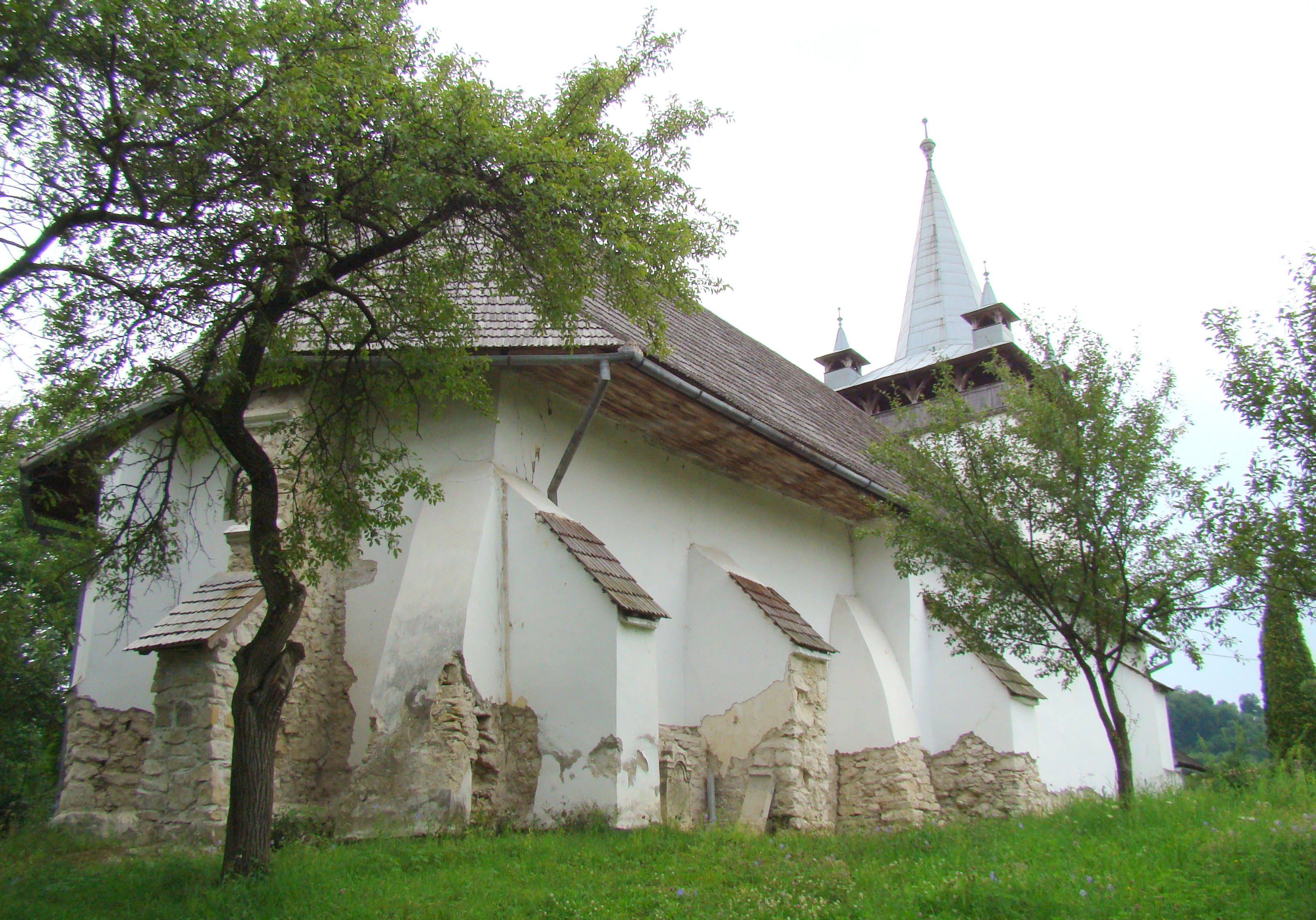
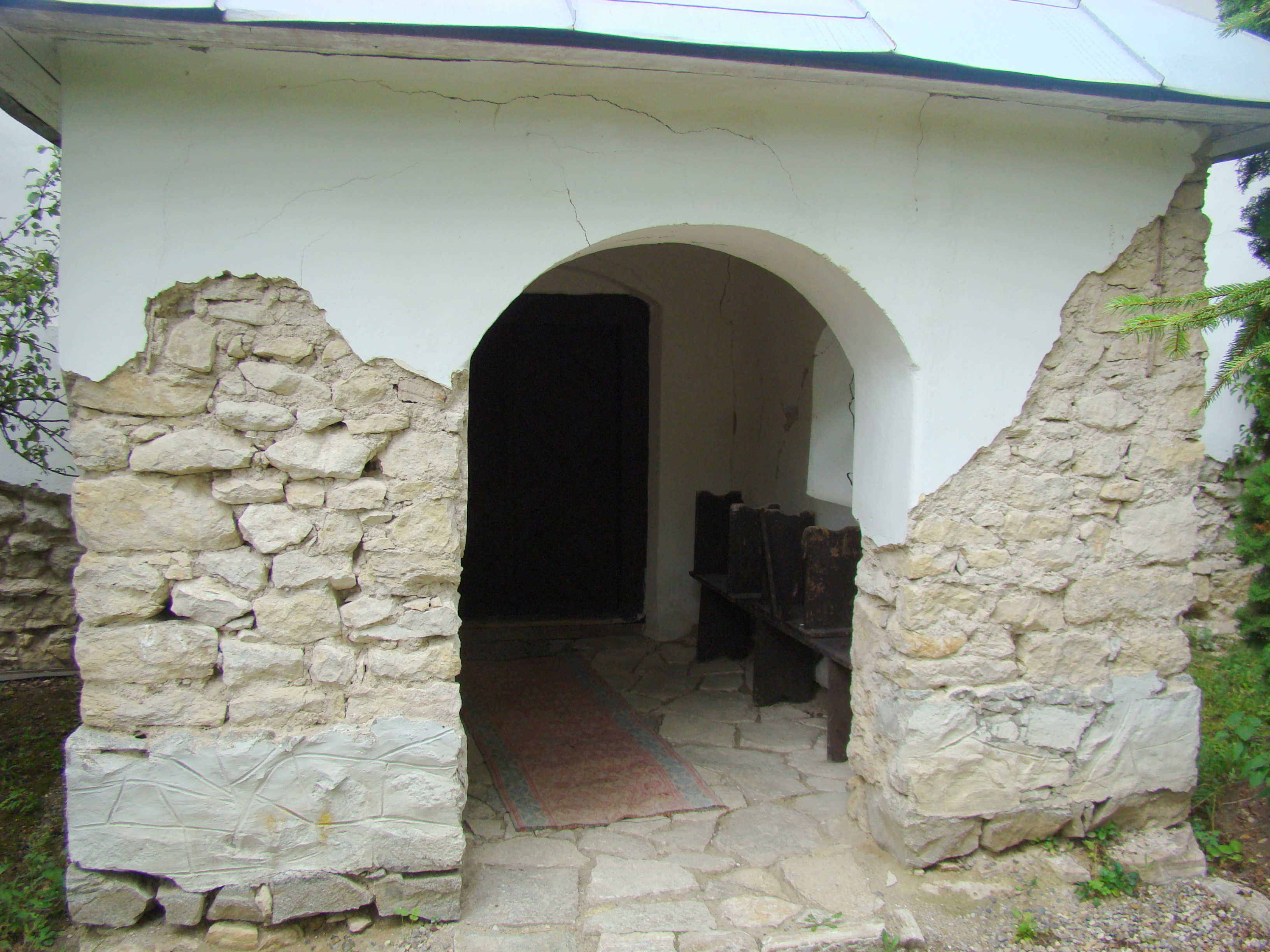
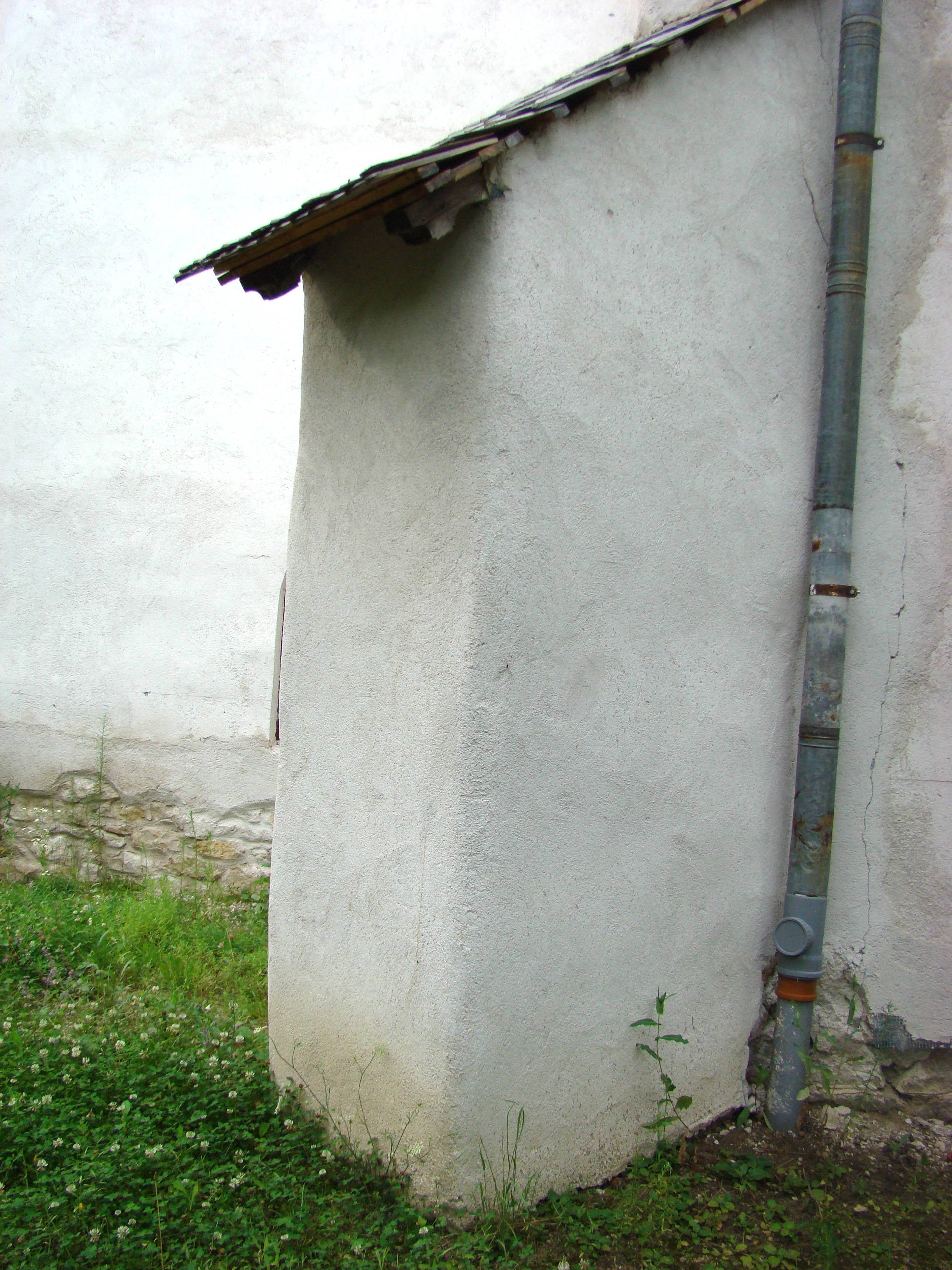
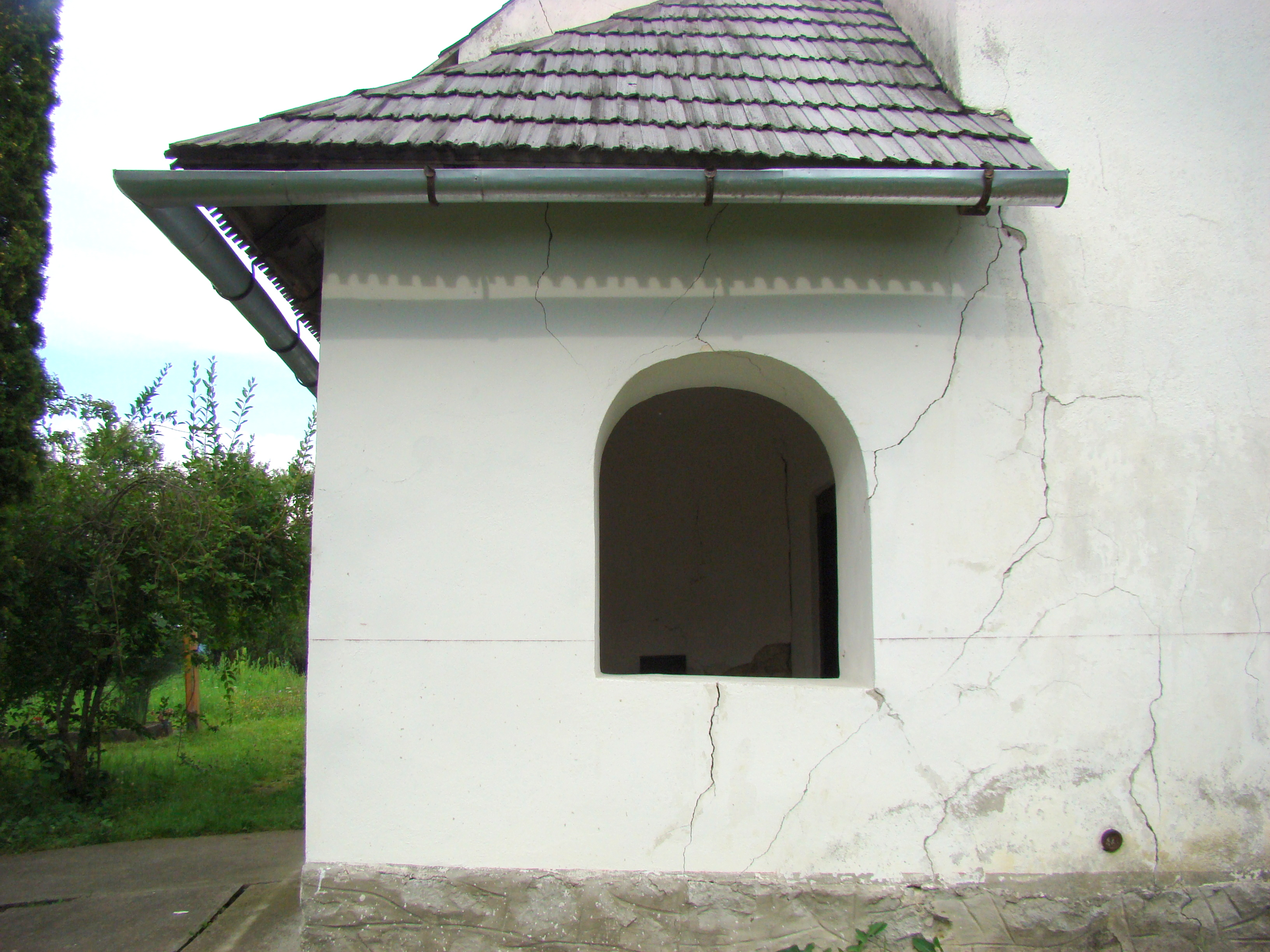
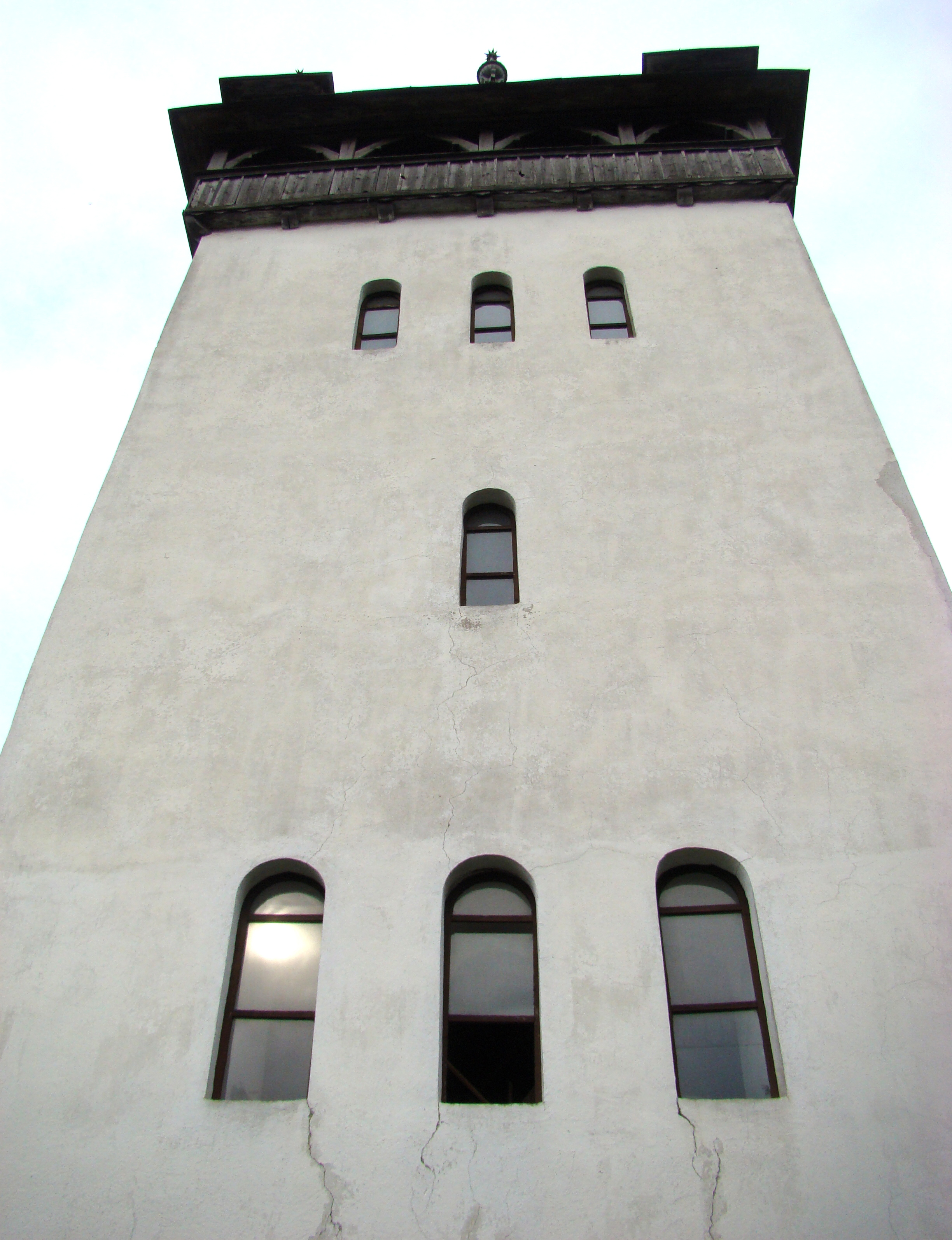
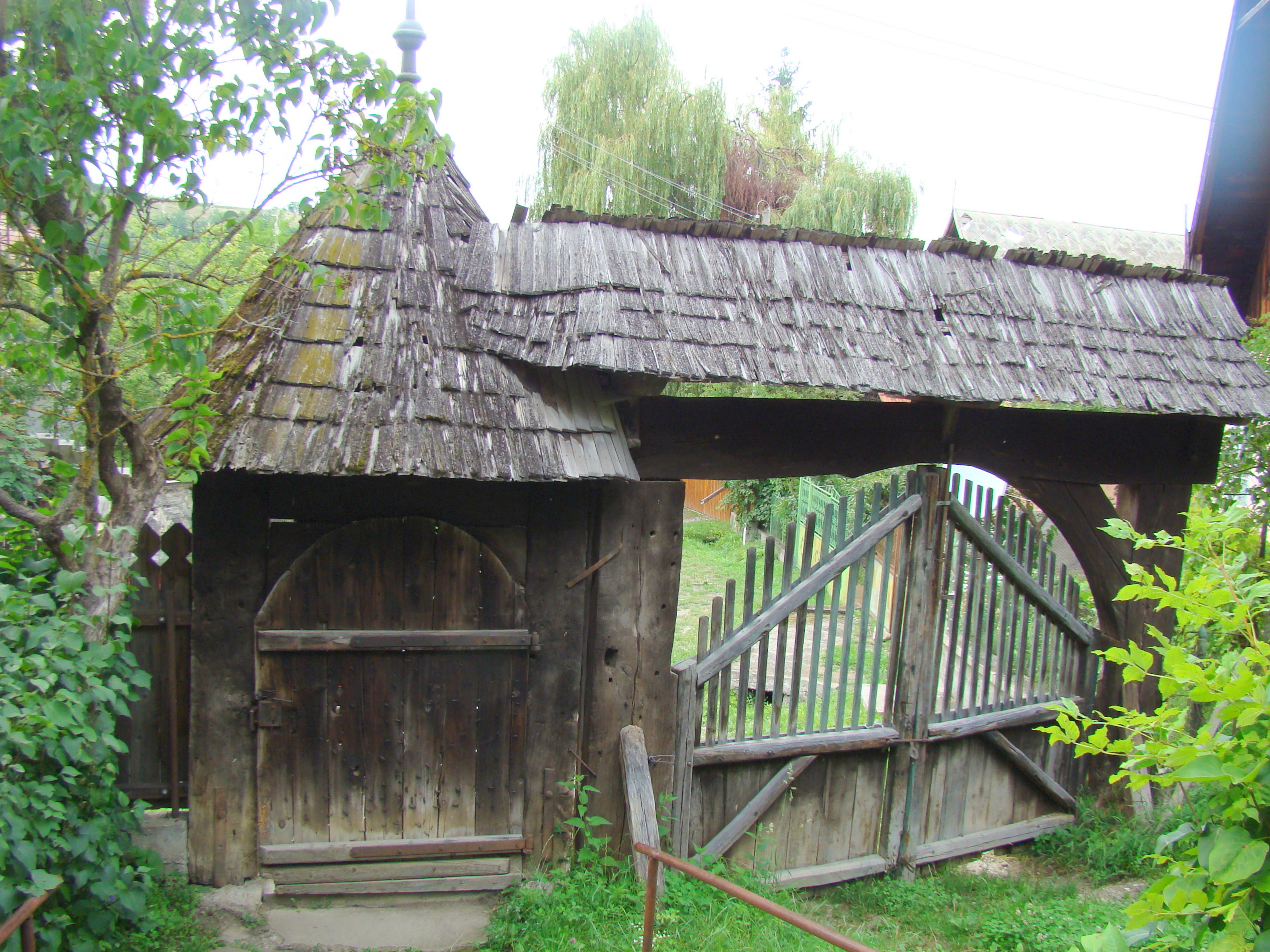
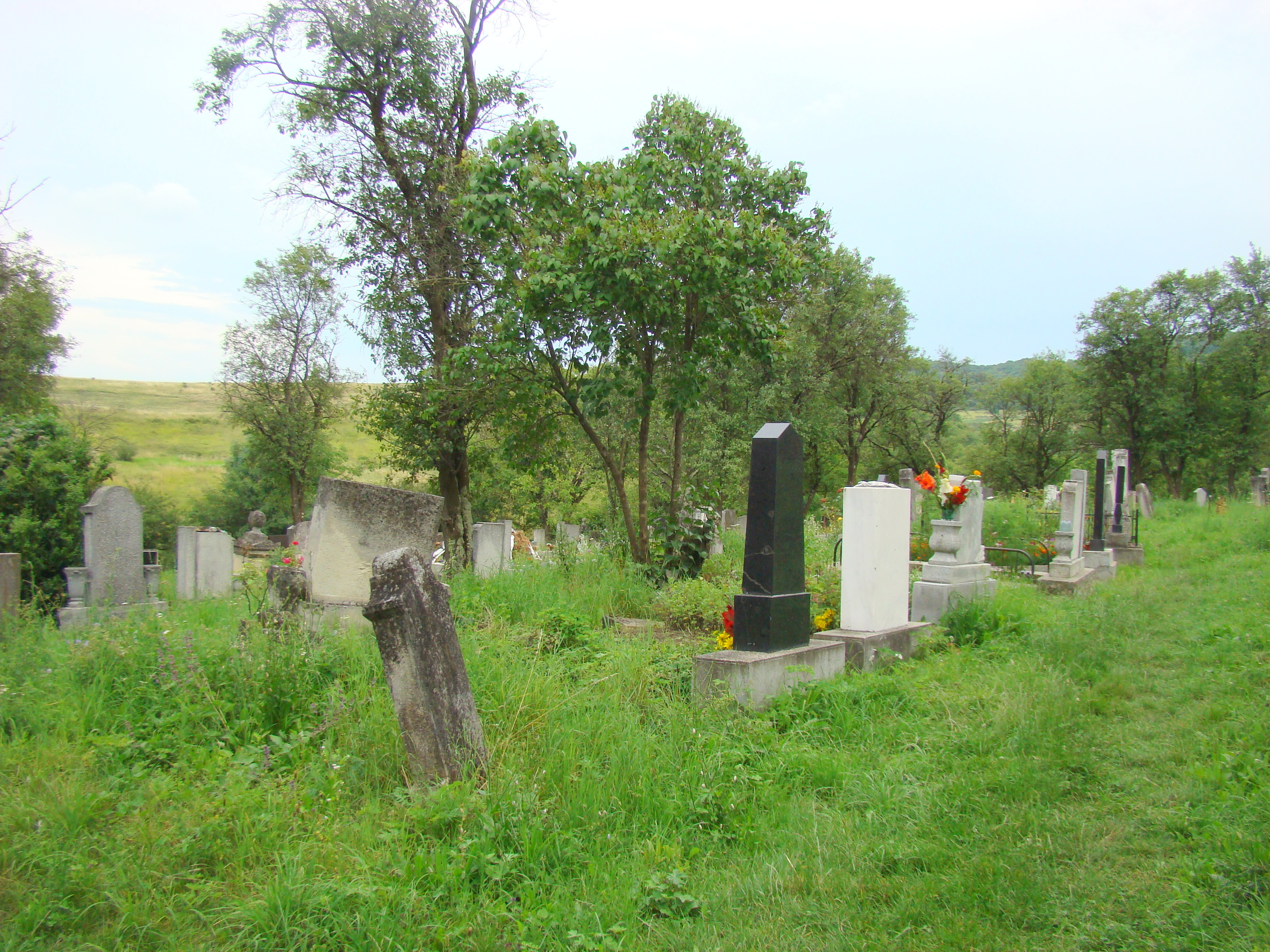
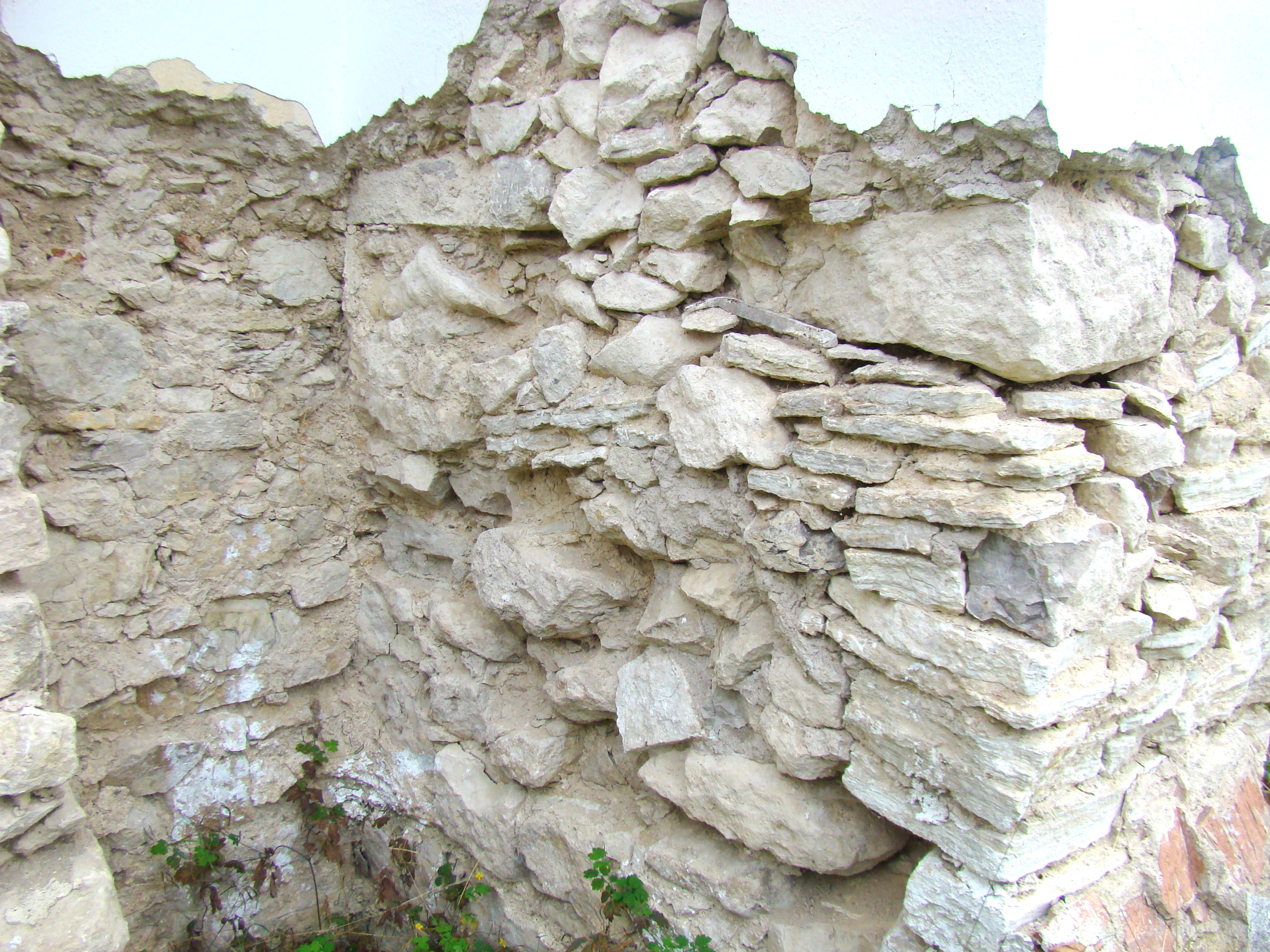
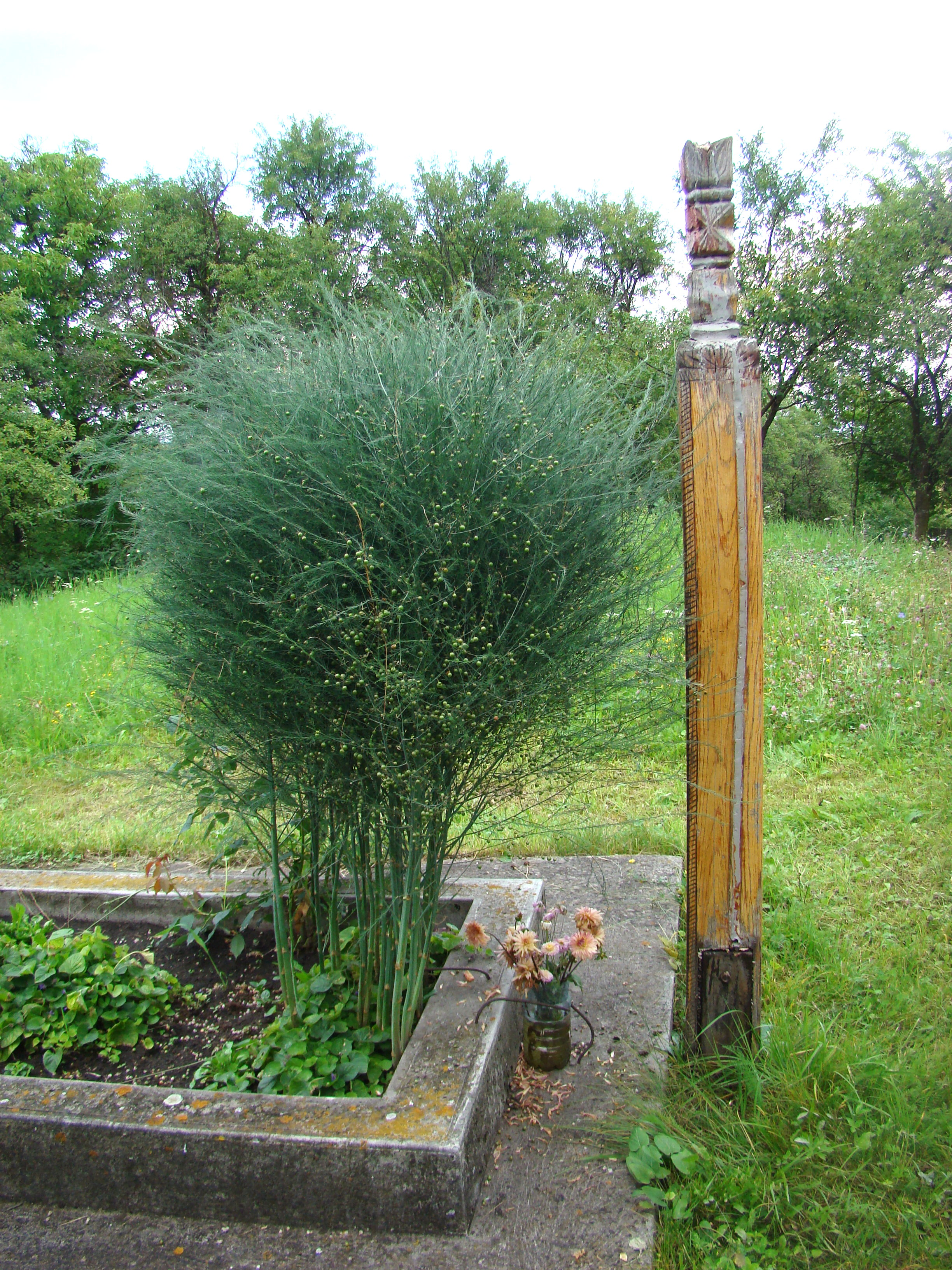
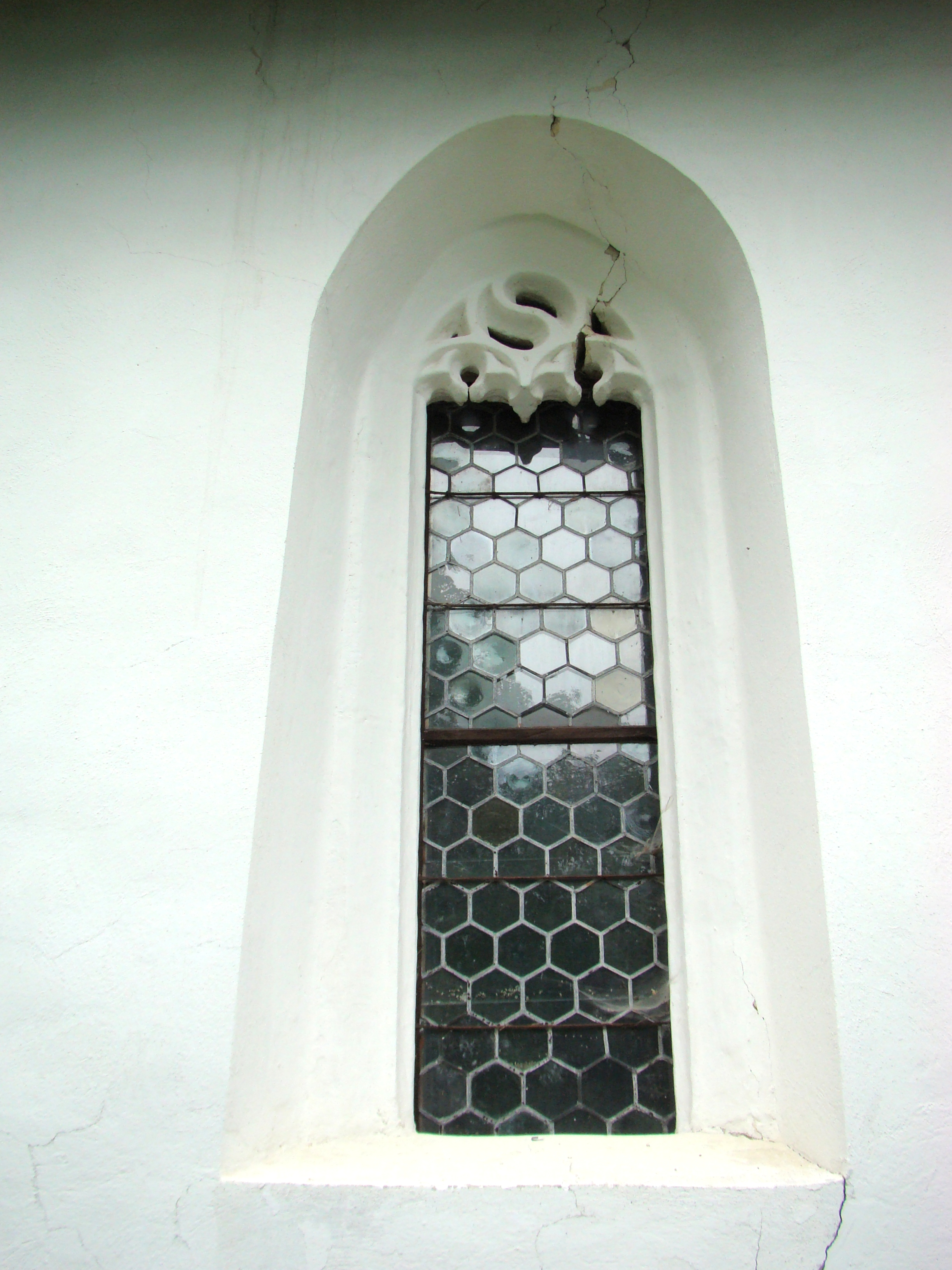
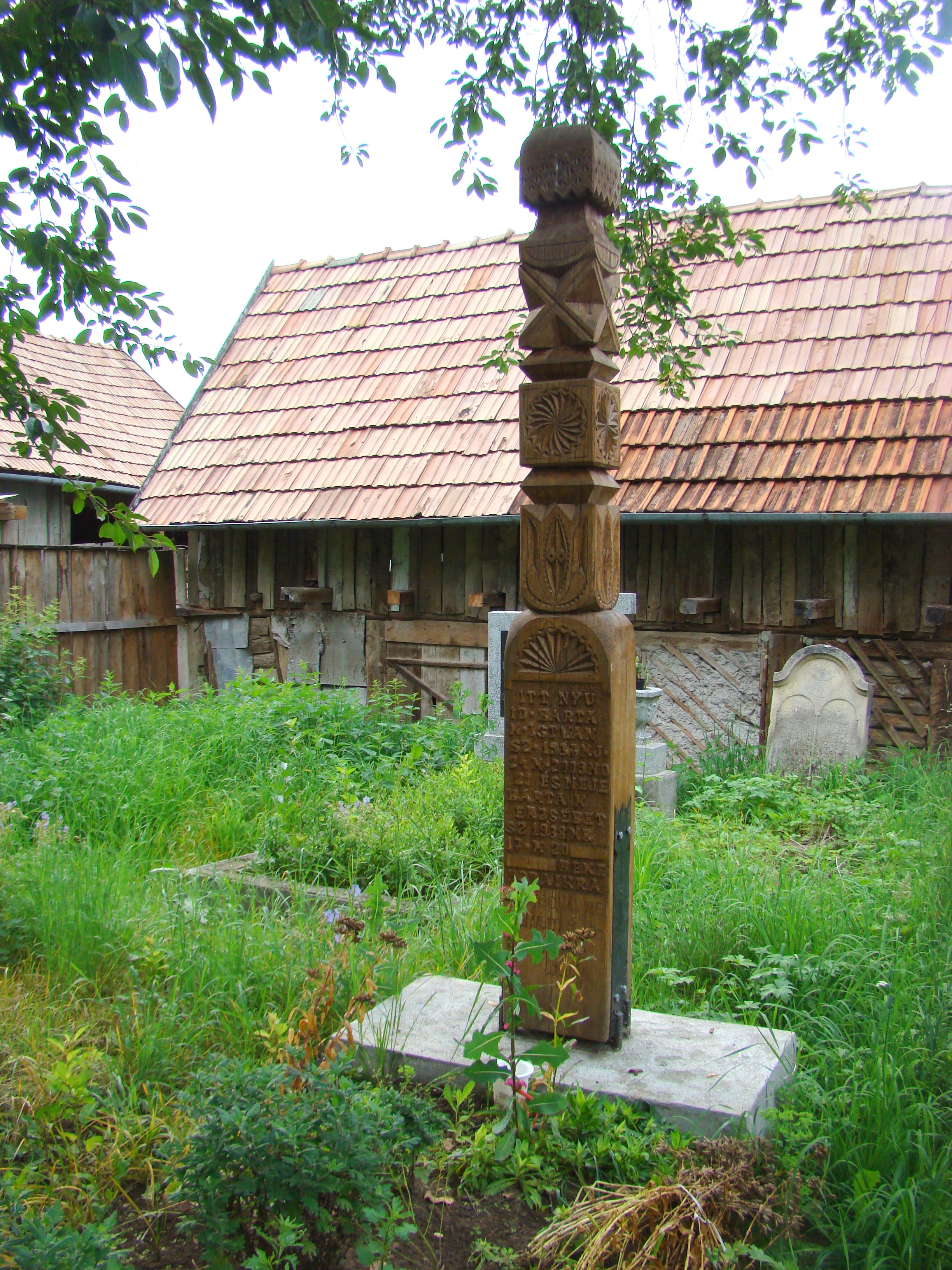
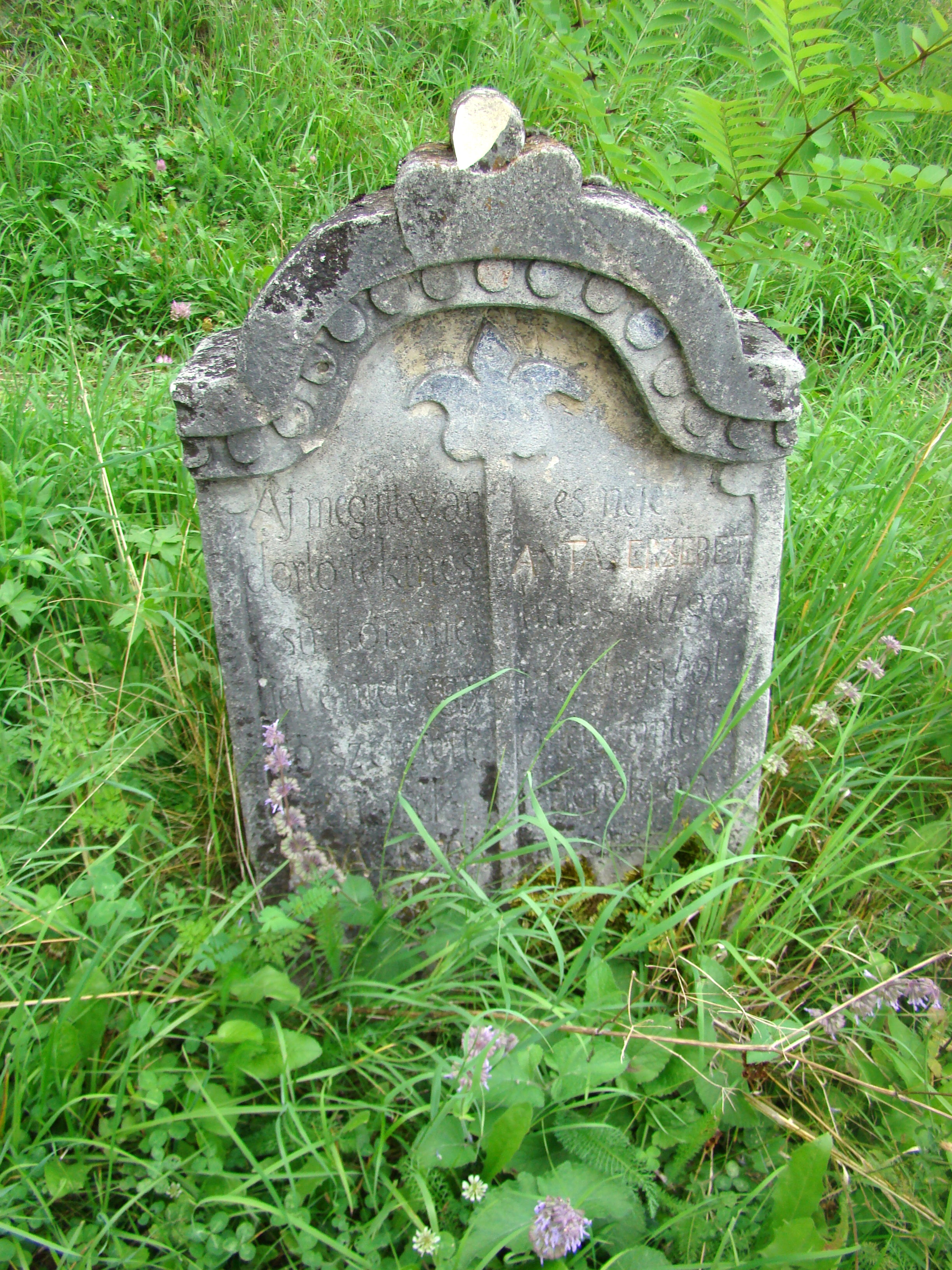

## Imagini din interior

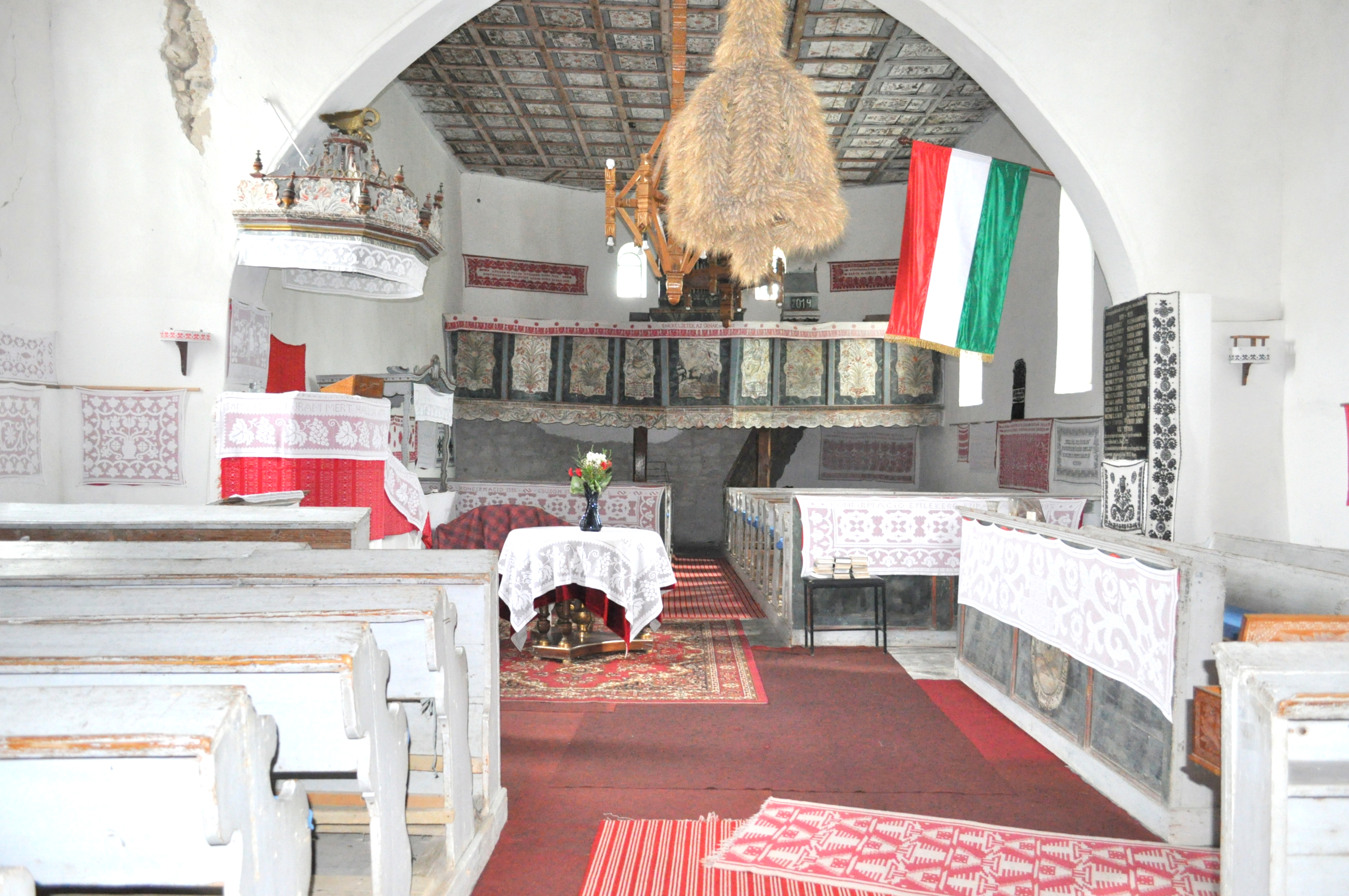
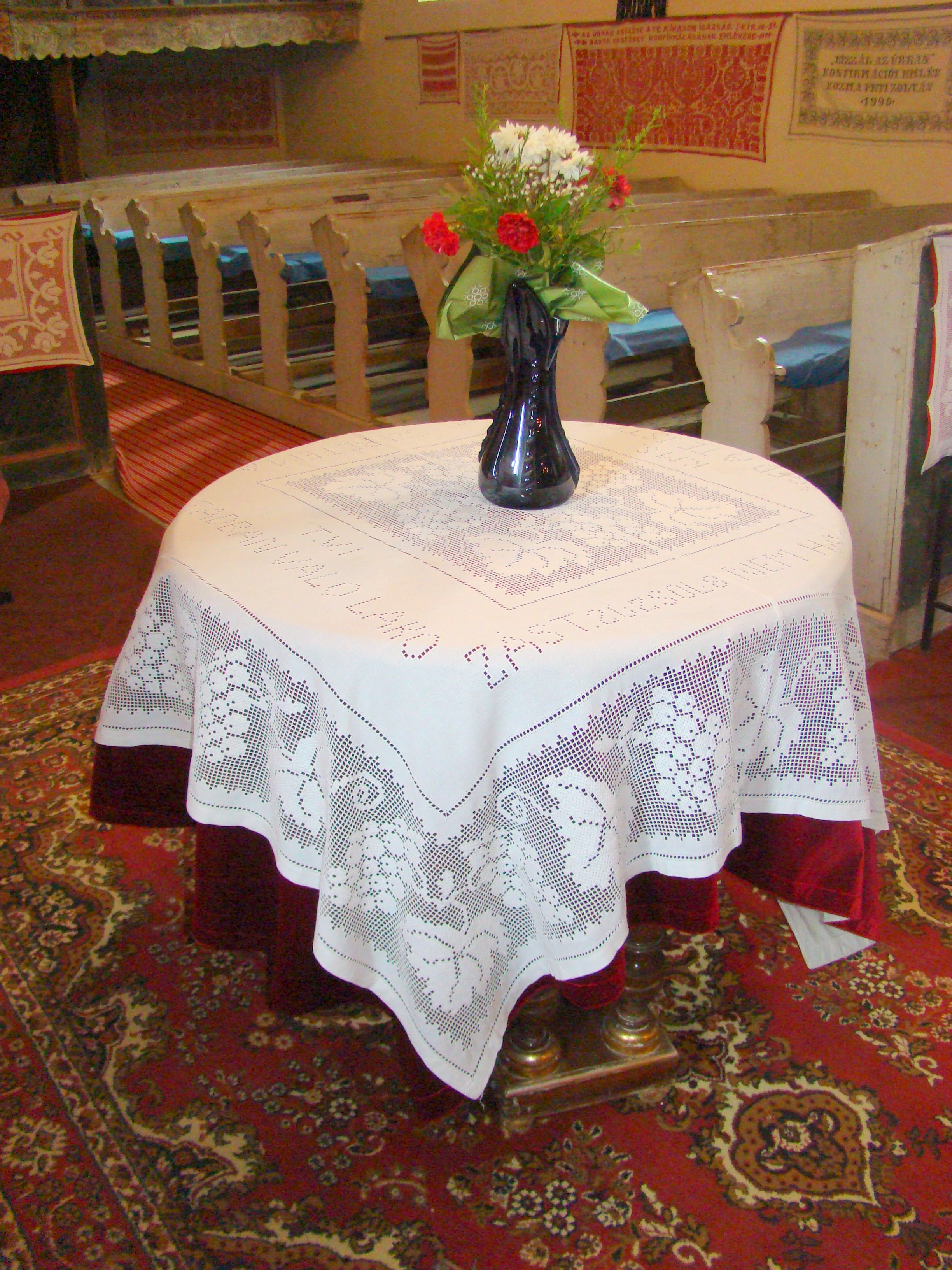
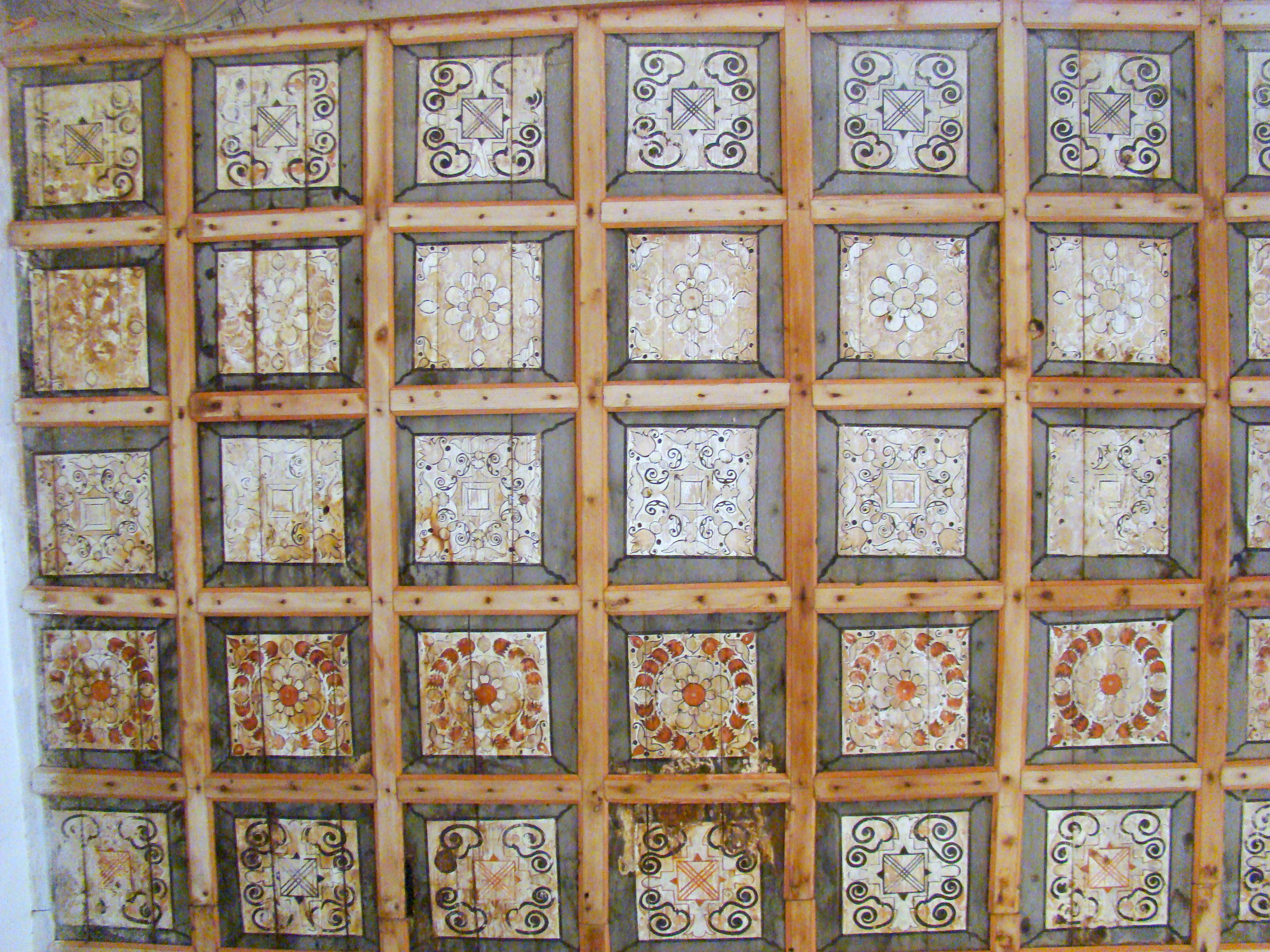
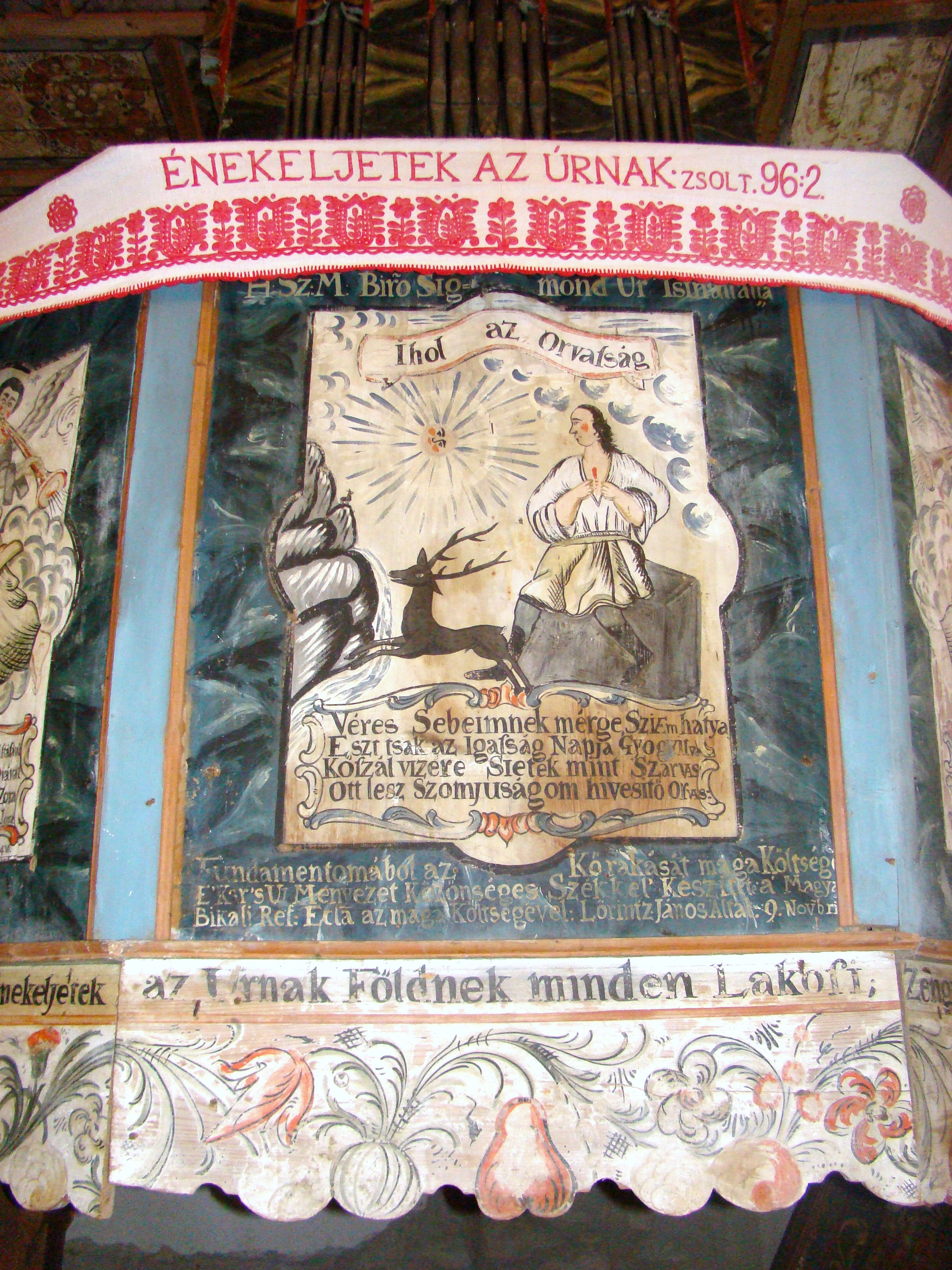
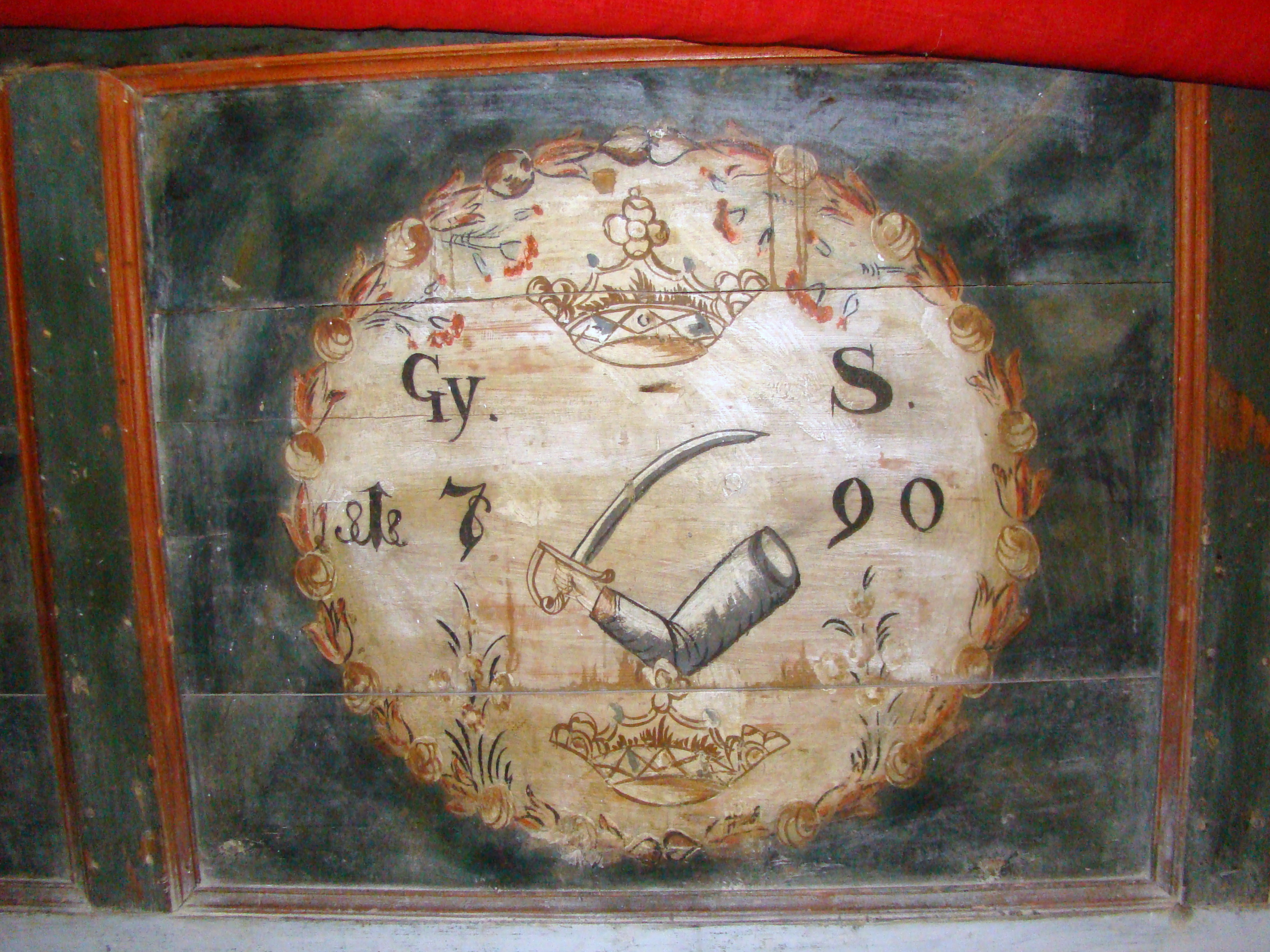
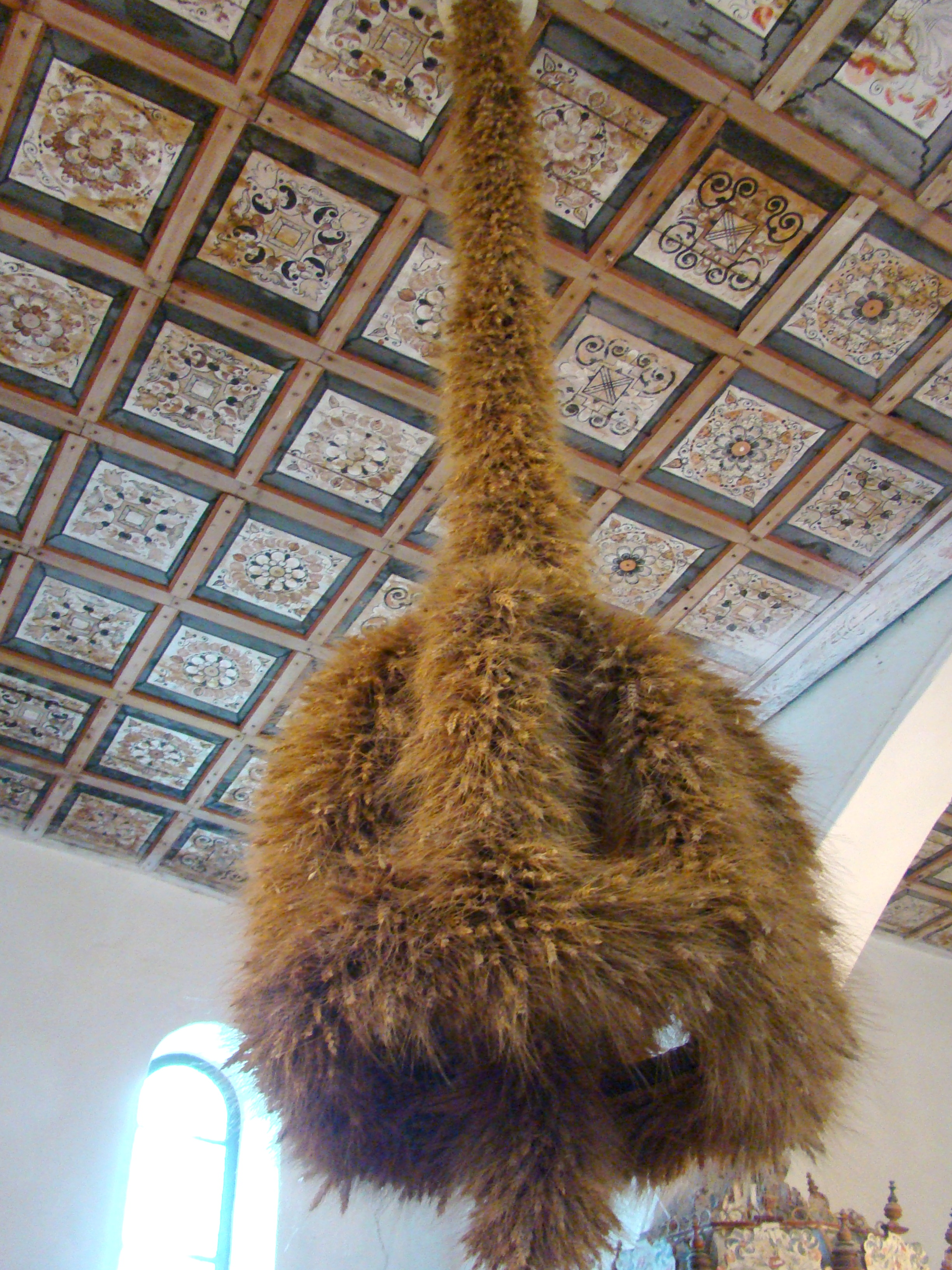
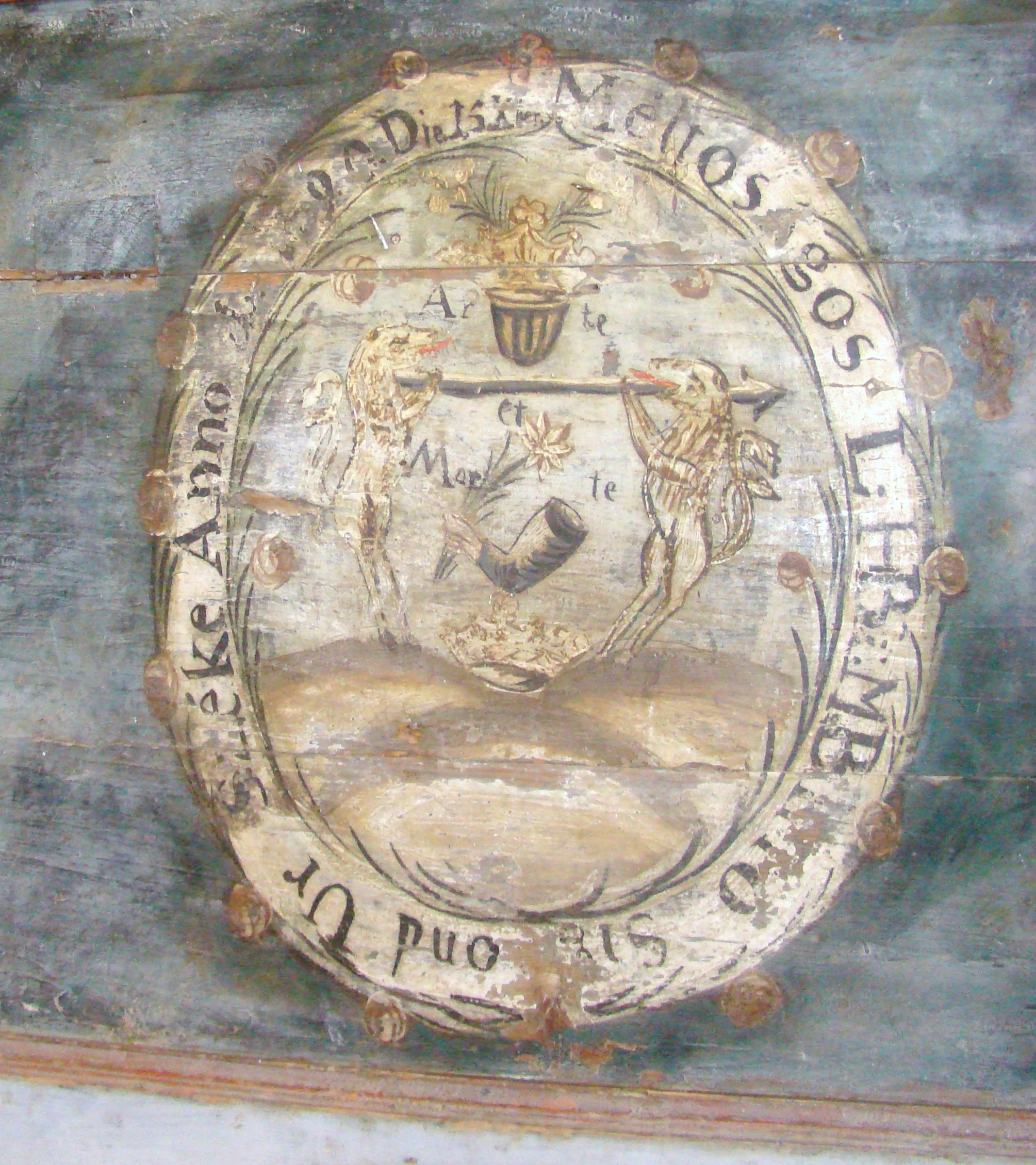
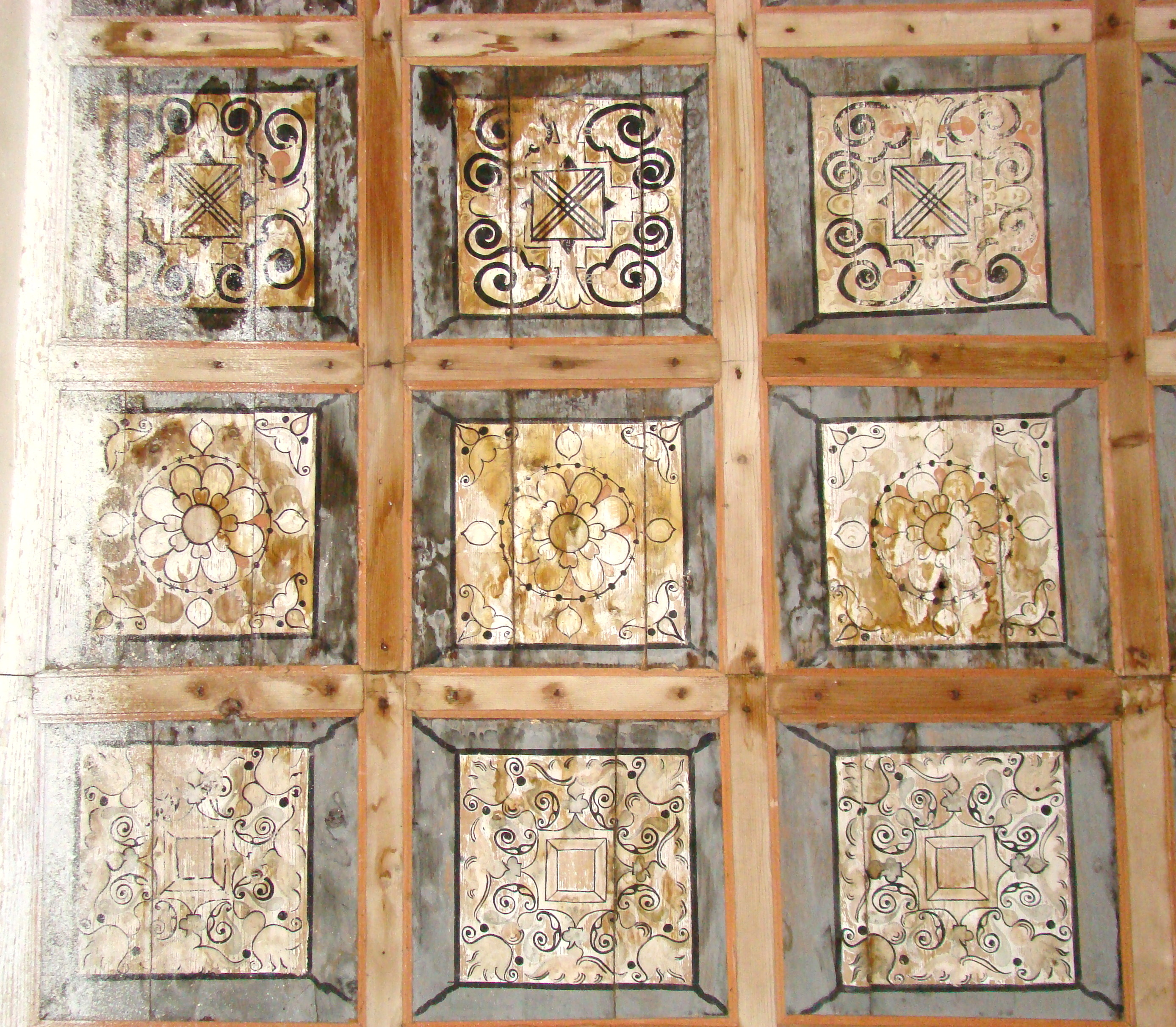
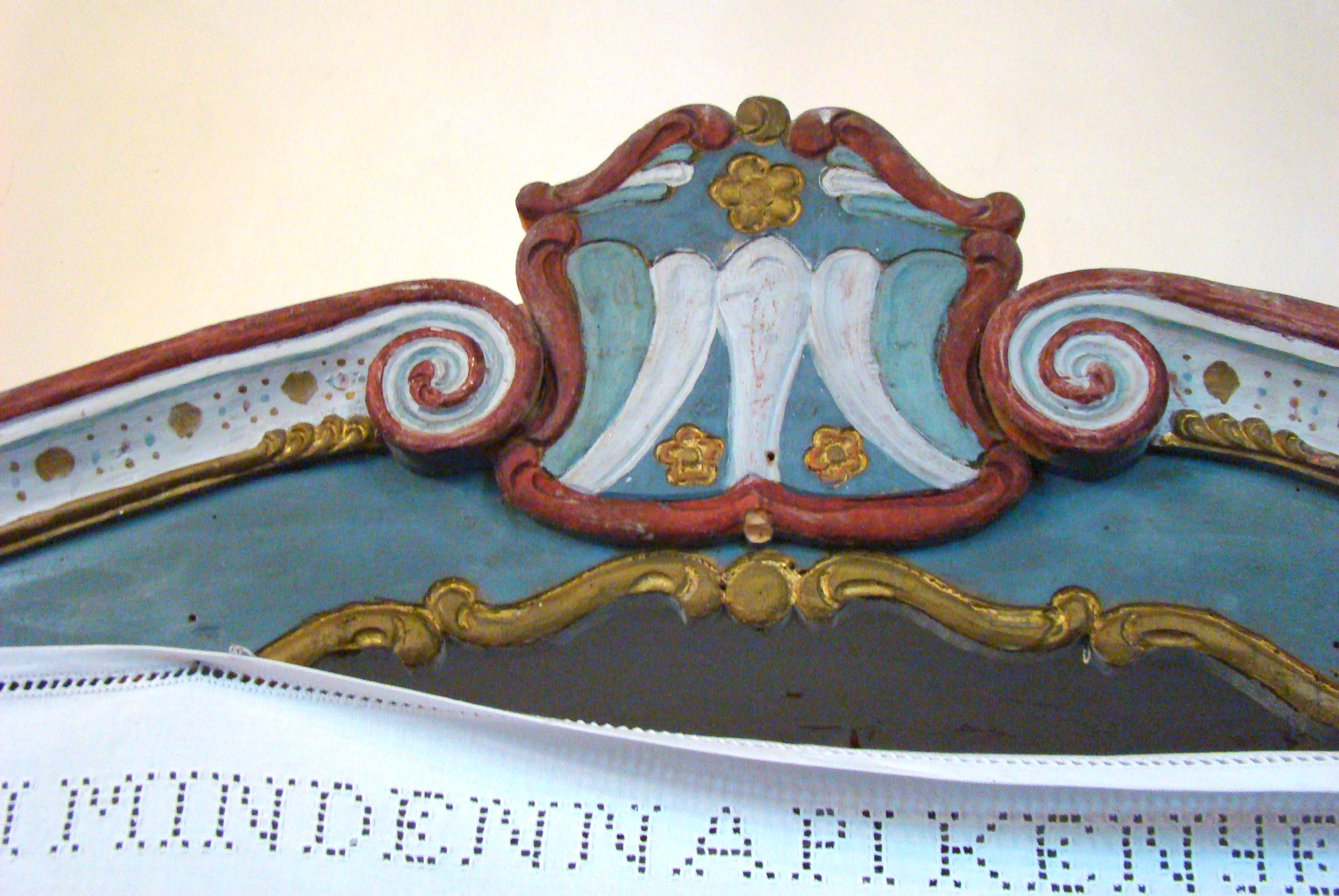
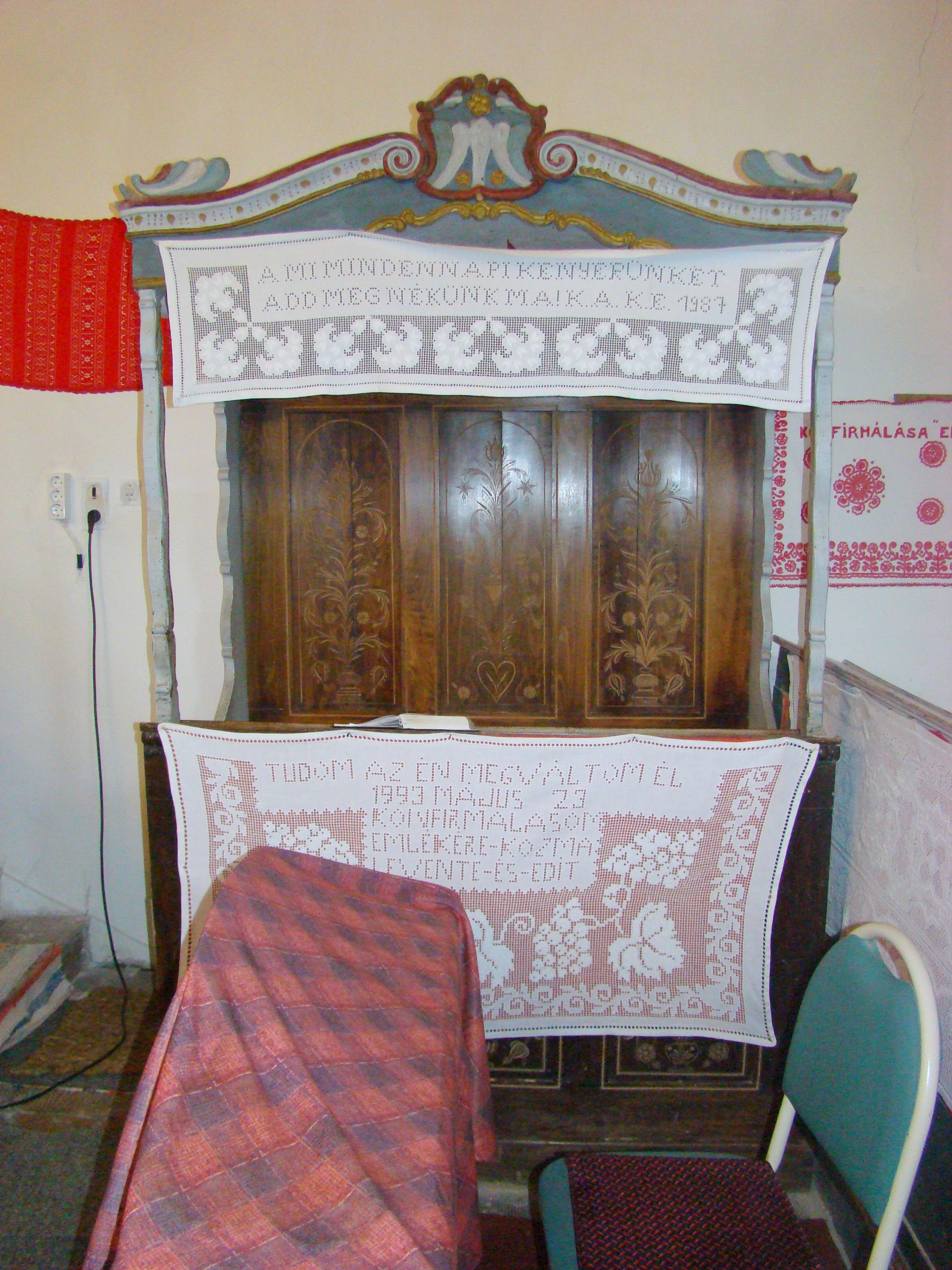
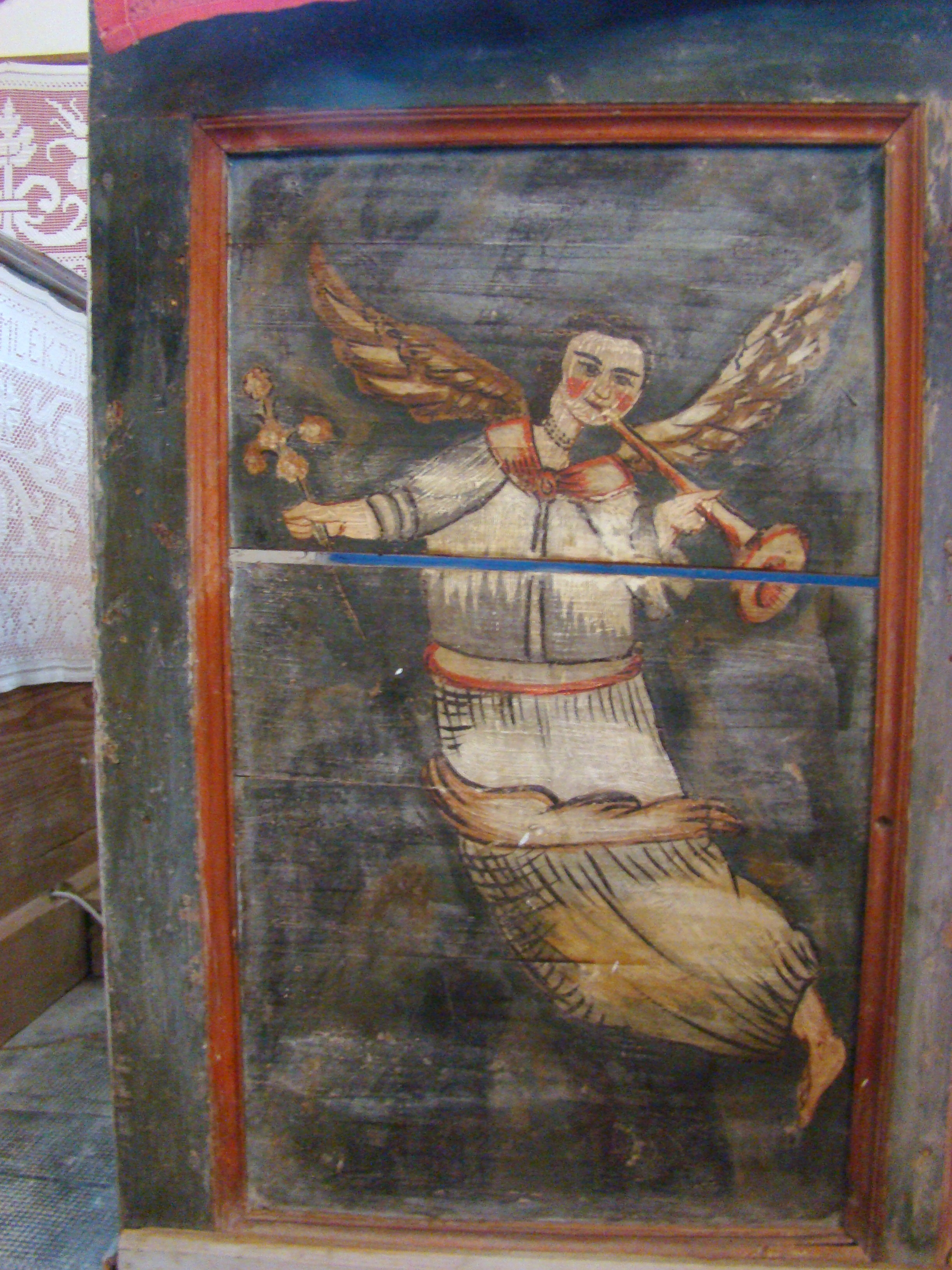
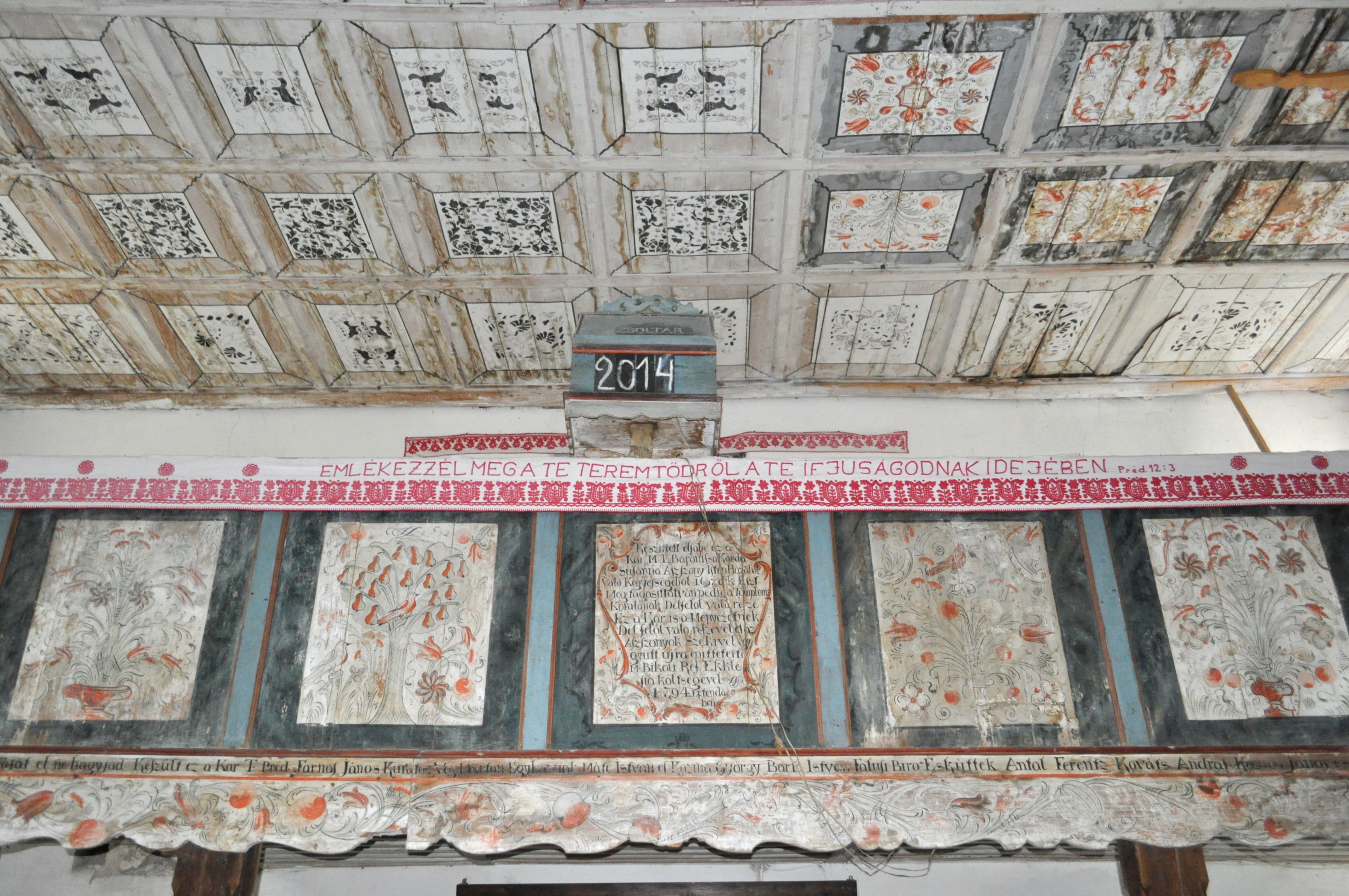
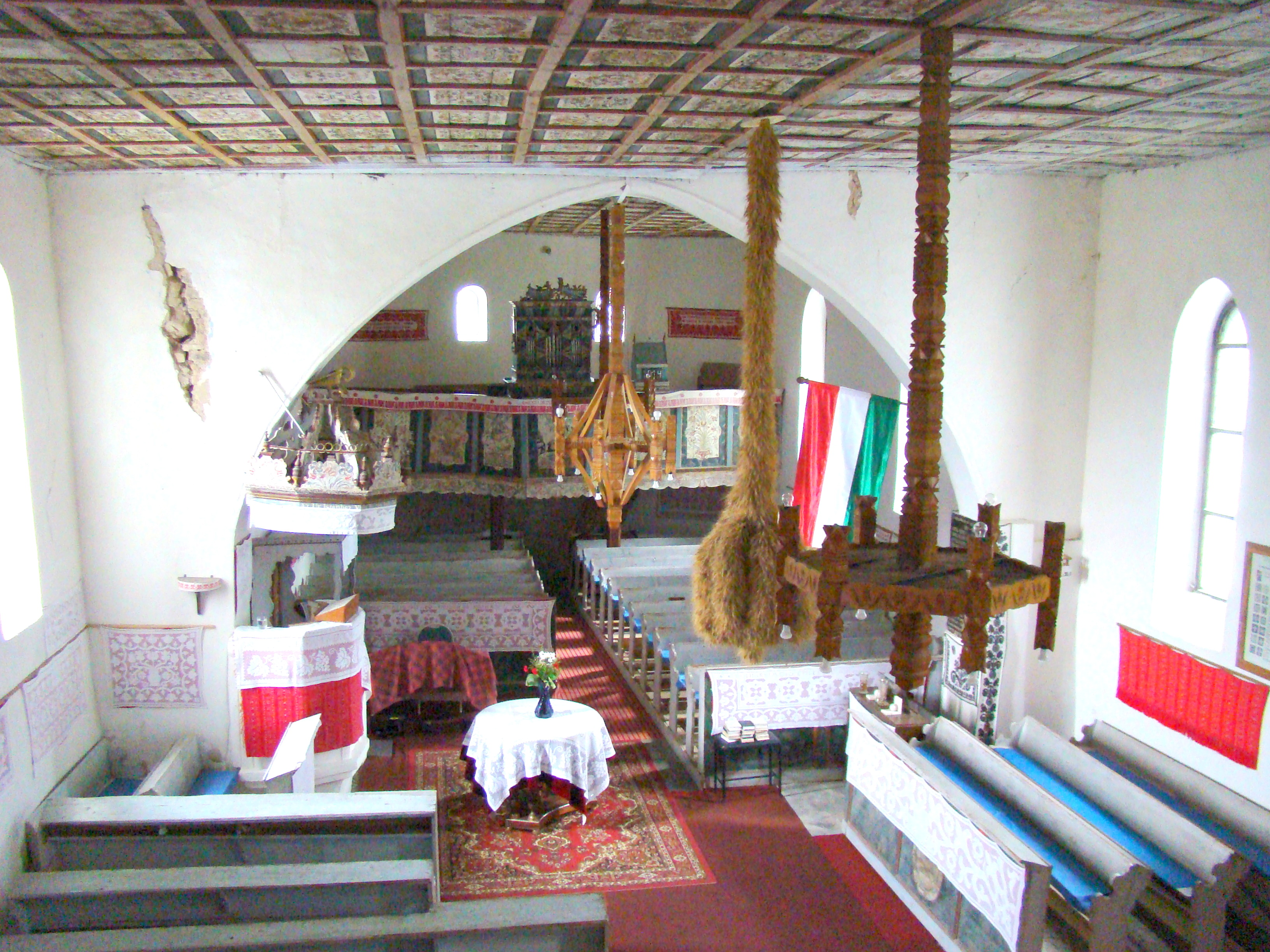
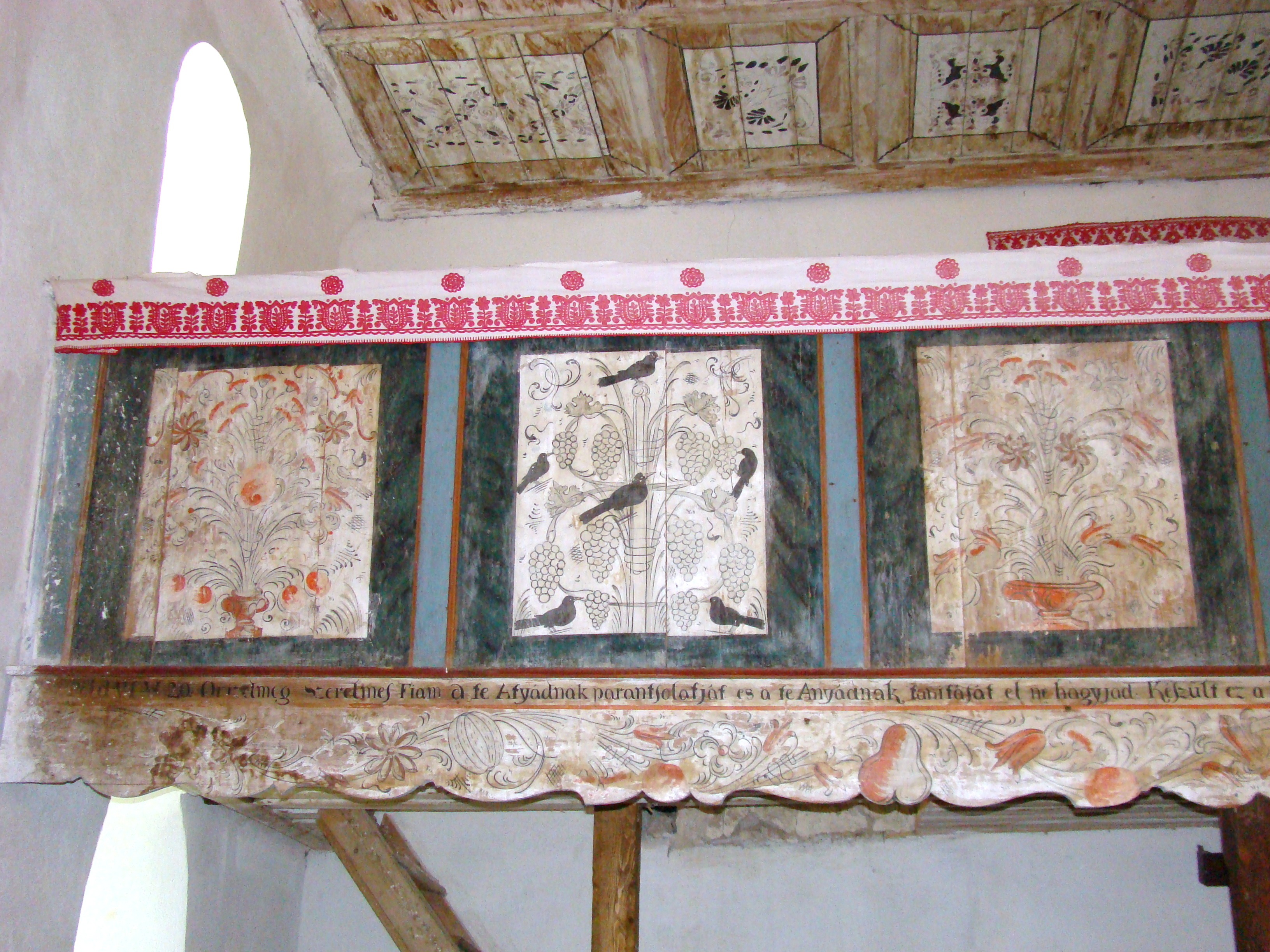
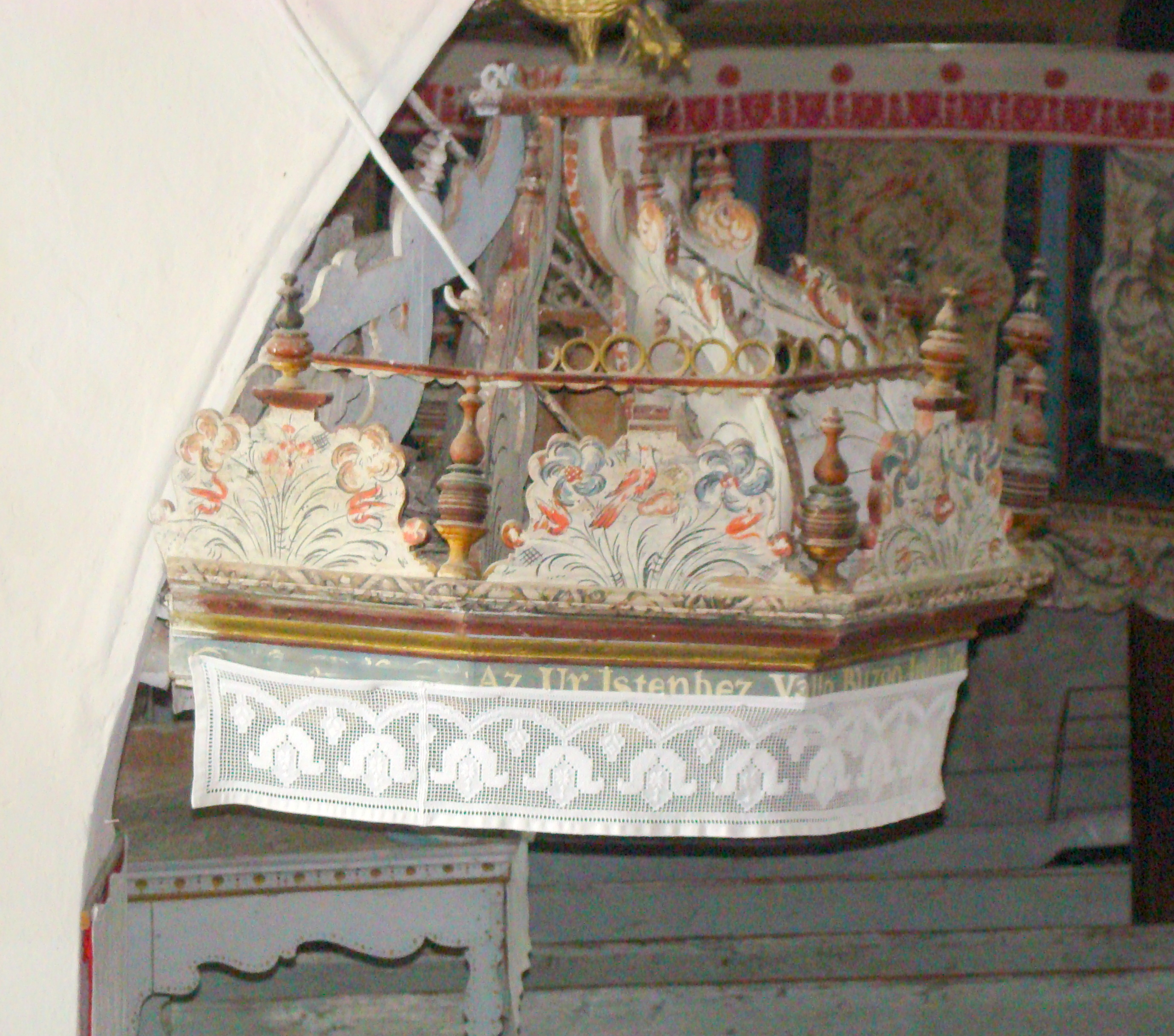
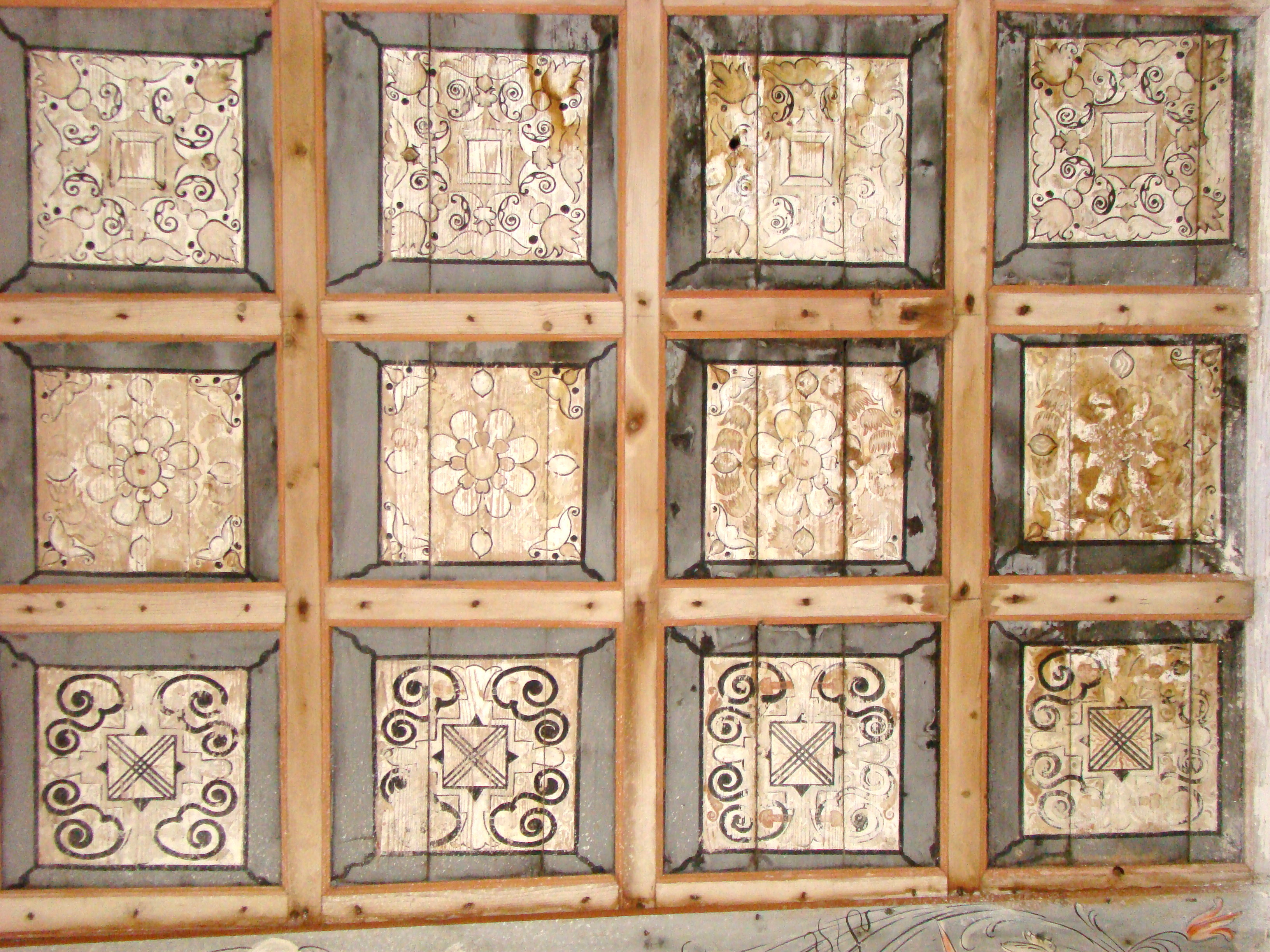
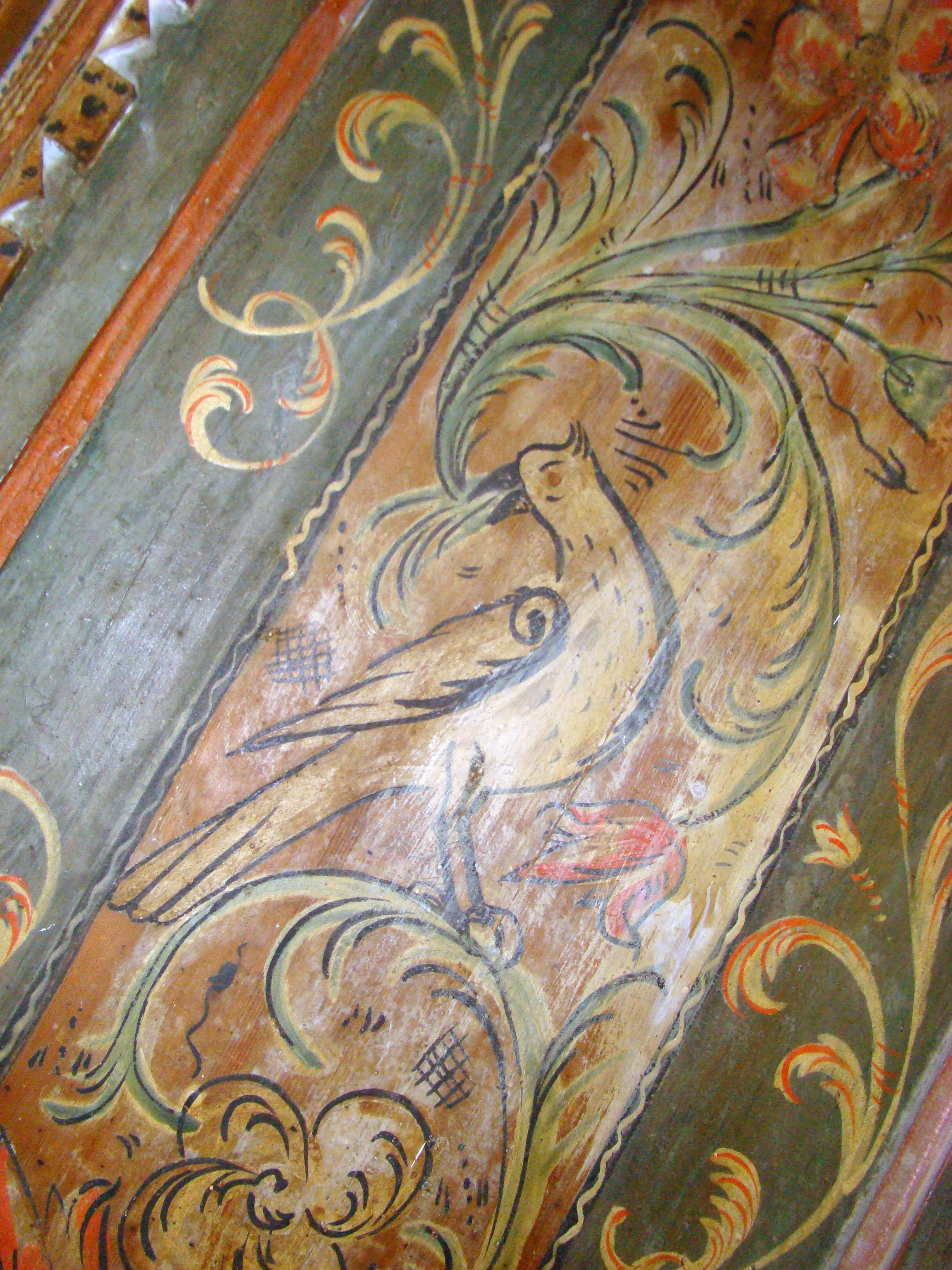
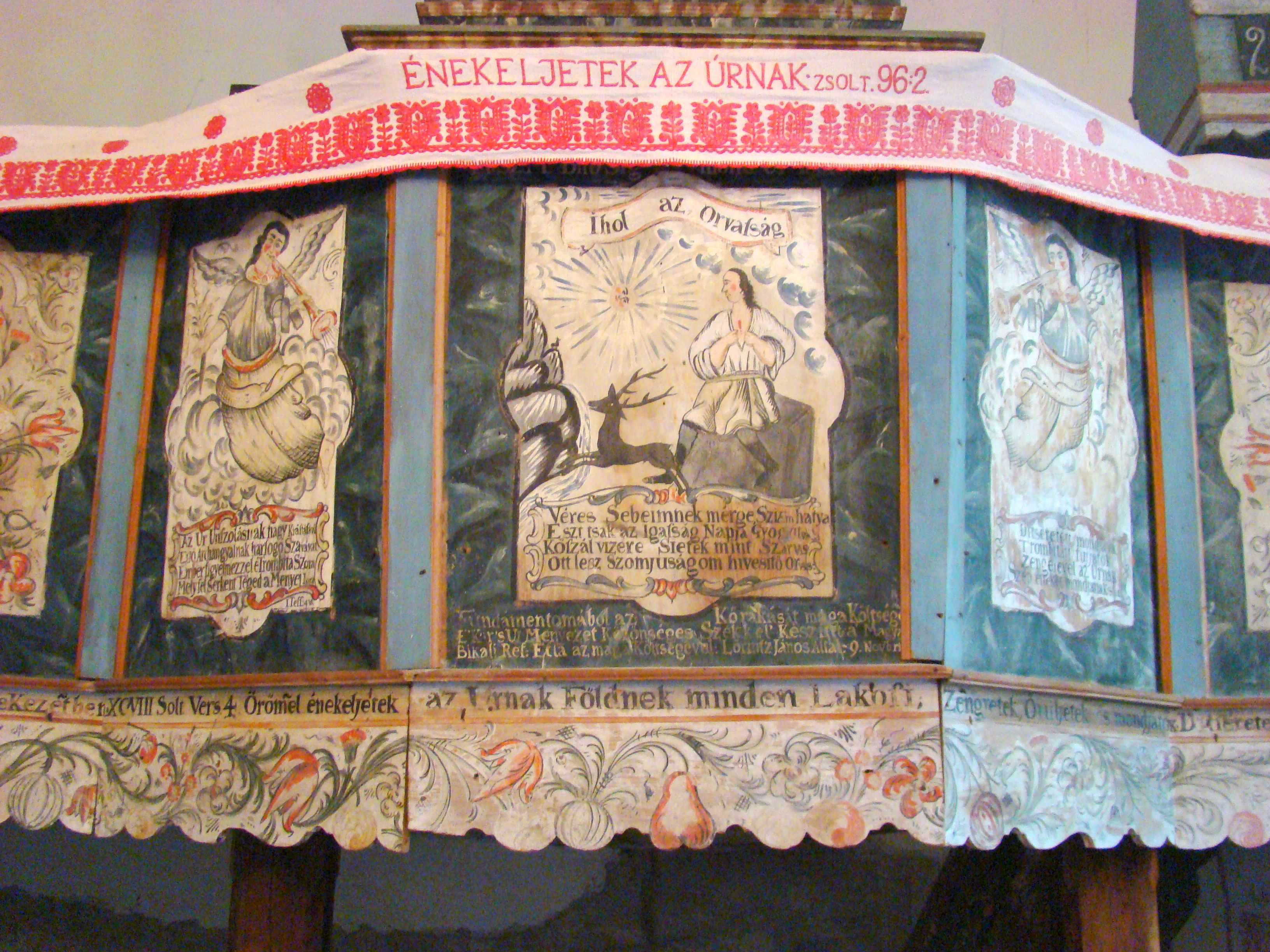
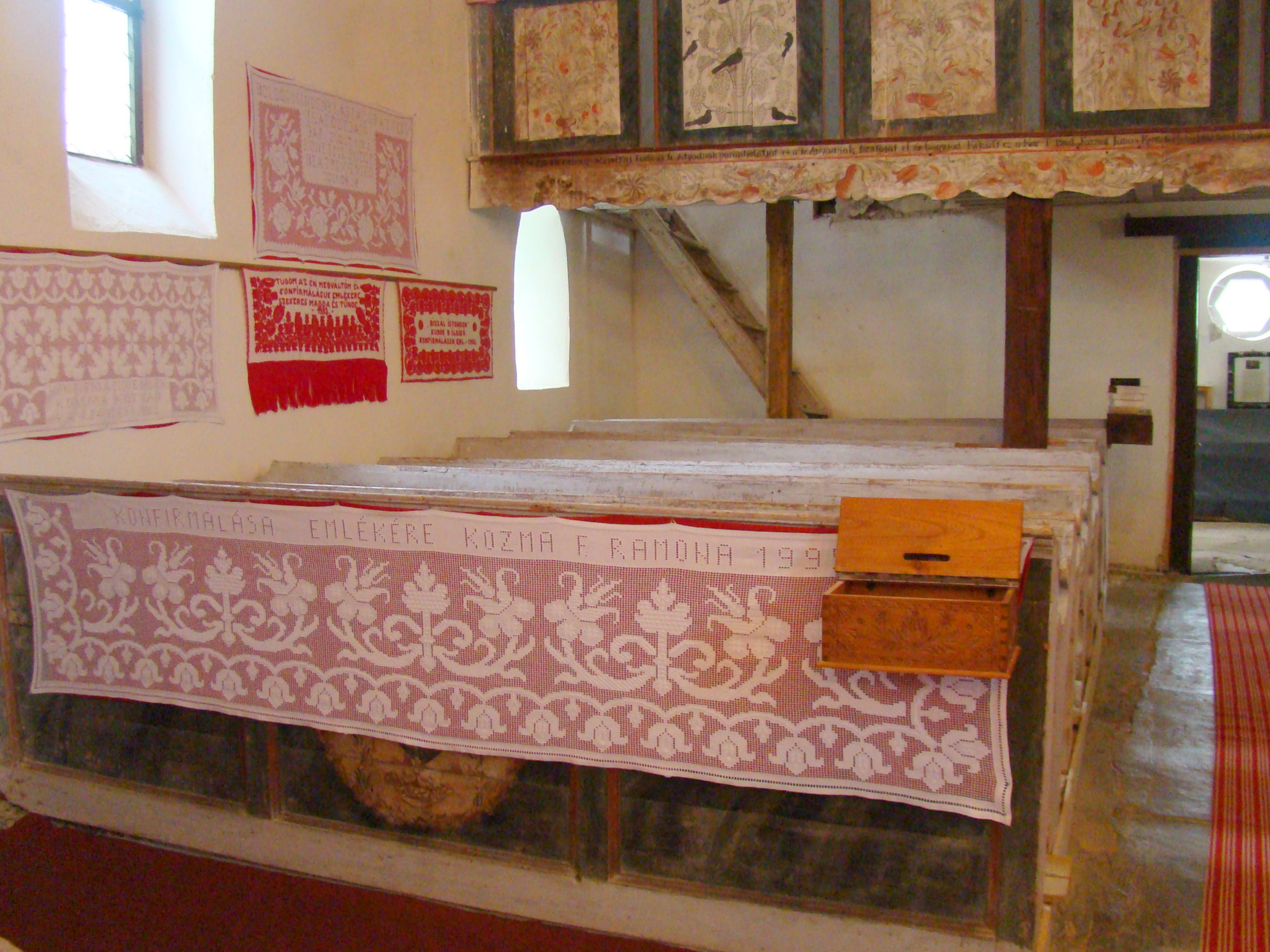

## Vezi și
- Bicălatu, Cluj